# Presidência de Franklin D. Roosevelt (1933–1941)
O primeiro mandato da presidência de Franklin D. Roosevelt começou em 4 de março de 1933, quando ele foi empossado como o 32º Presidente dos Estados Unidos, e o segundo mandato de sua presidência terminou em 20 de janeiro de 1941, com sua posse para um terceiro mandato. Roosevelt, o governador democrata do maior estado, Nova York, assumiu o cargo após derrotar o atual presidente Herbert Hoover, seu oponente republicano na eleição presidencial de 1932. Roosevelt liderou a implementação do New Deal, uma série de programas projetados para fornecer alívio, recuperação e reforma aos americanos e à economia americana durante a Grande Depressão. Ele também presidiu um realinhamento que tornou sua Coalizão do New Deal, formada por sindicatos, máquinas das grandes cidades, etnias brancas, afro-americanos e sulistas brancos rurais, dominante na política nacional até a década de 1960 e definiu o liberalismo americano moderno.

Durante seus primeiros cem dias no cargo, Roosevelt liderou uma legislação importante sem precedentes e emitiu uma profusão de ordens executivas. A Lei Bancária de Emergência ajudou a pôr fim à corrida aos bancos, enquanto a Lei Bancária de 1933 e a Lei de Câmbio de Valores Mobiliários de 1934 proporcionaram grandes reformas no setor financeiro. Para fornecer alívio aos trabalhadores desempregados, Roosevelt presidiu a criação de várias agências, incluindo o Corpo de Conservação Civil, a Administração de Obras Públicas e a Administração Federal de Alívio de Emergência. O governo Roosevelt criou a Administração de Ajuste Agrícola para implementar novas políticas destinadas a evitar a superprodução agrícola. Também criou diversas agências, principalmente a National Recovery Administration, para reformar o setor industrial, embora tenha durado apenas dois anos.
Após o grande sucesso de seu partido nas eleições de meio de mandato de 1934, Roosevelt presidiu o Segundo New Deal. Apresentava a Works Progress Administration (WPA), a maior agência de assistência ao trabalho, e a Lei da Seguridade Social, que criou um programa nacional de pensão para idosos conhecido como Seguridade Social. O New Deal também estabeleceu um programa nacional de seguro-desemprego, bem como o Auxílio a Crianças Dependentes, que fornecia auxílio a famílias chefiadas por mães solteiras. Uma terceira grande peça legislativa, a Lei Nacional de Relações Trabalhistas de 1935, garantiu aos trabalhadores o direito de negociação coletiva e estabeleceu o Conselho Nacional de Relações Trabalhistas. O resultado foi um rápido crescimento na filiação sindical. Após vencer a reeleição em 1936, o segundo mandato foi uma série de decepções. Roosevelt tentou ampliar a Suprema Corte, mas sua proposta foi derrotada no Congresso. Roosevelt teve pouco sucesso em aprovar legislação nacional em seu segundo mandato, já que a Coalizão Conservadora bipartidária bloqueou a maioria de suas propostas legislativas. Um sucesso foi a Lei de Normas Trabalhistas Justas.
A década de 1930 foi um ponto alto do isolacionismo nos Estados Unidos. A principal iniciativa de política externa do primeiro mandato de Roosevelt foi a Política da Boa Vizinhança, na qual os EUA assumiram uma posição não intervencionista nos assuntos latino-americanos. Questões de política externa vieram à tona no final da década de 1930, quando a Alemanha Nazista, Império do Japão e Itália Fascista tomaram medidas agressivas contra seus vizinhos. Em resposta aos temores de que os Estados Unidos seriam atraídos para conflitos estrangeiros, o Congresso aprovou os Atos de Neutralidade, uma série de leis que impediam o comércio com beligerantes. Depois que o Japão invadiu a China e a Alemanha invadiu a Polônia, Roosevelt forneceu ajuda à China, Grã-Bretanha e França, mas as Leis de Neutralidade impediram que os Estados Unidos se envolvessem de perto. Após a queda da França em junho de 1940, Roosevelt aumentou a ajuda aos britânicos e começou a aumentar o poder militar americano. Na eleição presidencial de 1940, Roosevelt derrotou o republicano Wendell Willkie, um internacionalista que se absteve de criticar a política externa de Roosevelt. Roosevelt mais tarde serviu um terceiro mandato e três meses de um quarto mandato, tornando-se o único presidente a servir mais de dois mandatos, quebrando a tradição de dois mandatos de Washington e estabelecendo as bases para a aprovação da 22ª Emenda. O primeiro mandato de Roosevelt é único por ser o único mandato presidencial que não tem duração igual a quatro anos desde que George Washington foi eleito para seu segundo mandato como resultado da 20ª Emenda.

## Eleição de 1932

### Nomeação Democrata
Com a economia sofrendo muito após a crise de Wall Street em 1929, muitos democratas esperavam que as eleições de 1932 veriam a eleição do primeiro presidente democrata desde 1916. A vitória de Roosevelt na reeleição para governador de Nova York em 1930 o estabeleceu como o favorito para a nomeação. Com a ajuda de Louis Howe e James Farley, Roosevelt reuniu alguns dos apoiadores de Wilson e também atraiu muitos conservadores, estabelecendo-se como o principal candidato no Sul e no Oeste. A principal oposição à candidatura de Roosevelt veio de liberais do Nordeste, como Al Smith, o candidato presidencial democrata de 1928 e antigo aliado próximo. Smith esperava negar a Roosevelt o apoio de dois terços necessário para vencer a indicação presidencial do partido na Convenção Nacional Democrata de 1932 e então emergir como o indicado após várias rodadas de votação. Roosevelt entrou na convenção com uma vantagem de delegados devido ao seu sucesso nas primárias democratas de 1932, mas a maioria dos delegados entrou na convenção sem vínculo com nenhum candidato em particular. Na primeira votação presidencial da convenção, Roosevelt recebeu os votos de mais da metade, mas menos de dois terços dos delegados, com Smith terminando em um distante segundo lugar. O presidente da Câmara, John Nance Garner, que controlava os votos do Texas e da Califórnia, deu seu apoio a Roosevelt após o terceiro turno, e Roosevelt garantiu a nomeação no quarto turno. Com pouca contribuição de Roosevelt, Garner ganhou a indicação para vice-presidente. Roosevelt veio de Nova York depois de saber que havia vencido a nomeação, tornando-se o primeiro candidato presidencial de um grande partido a aceitar a nomeação pessoalmente. 

### Eleição geral

Resultados da votação do Colégio Eleitoral de 1932

Na eleição geral, Roosevelt enfrentou o então presidente republicano Herbert Hoover. Engajando-se em uma campanha por todo o país, Roosevelt prometeu aumentar o papel do governo federal na economia e reduzir as tarifas como parte de um "New Deal". Hoover argumentou que o colapso econômico havia sido principalmente produto de distúrbios internacionais e acusou Roosevelt de promover conflitos de classes com suas novas políticas econômicas. Já impopular devido à má economia, as esperanças de reeleição de Hoover foram ainda mais prejudicadas pela Marcha do Bonus Army de 1932, que terminou com a dispersão violenta de milhares de veteranos protestantes. Roosevelt obteve 472 dos 531 votos eleitorais e 57,4% do voto popular, tornando-se o primeiro democrata desde 1876 a obter a maioria do voto popular, e obteve uma porcentagem maior de votos do que qualquer democrata antes dele desde a fundação do partido em 1828. Nas eleições simultâneas para o Congresso, os democratas assumiram o controlo do Senado e construíram a sua maioria na Câmara.  Embora a liderança democrata no Congresso fosse dominada por sulistas conservadores, mais da metade dos membros do 73º Congresso foram eleitos desde 1930. Muitos destes novos membros estavam ansiosos por tomar medidas para combater a Depressão, mesmo que isso significasse desafiar a ortodoxia política dos anos anteriores. 

## Administração
Roosevelt nomeou homens poderosos para cargos importantes, mas garantiu que ele tomasse todas as decisões importantes, independentemente de atrasos, ineficiência ou ressentimento. Analisando o estilo administrativo do presidente, o historiador James MacGregor Burns conclui:
O presidente manteve-se no comando da sua administração... recorrendo plenamente aos seus poderes formais e informais como Chefe do Executivo; aumentando metas, criando impulso, inspirando uma lealdade pessoal, tirando o melhor proveito das pessoas... promovendo deliberadamente entre seus assessores um senso de competição e um conflito de vontades que levou à desordem, ao desgosto e à raiva, mas também desencadeou pulsos de energia executiva e faíscas de criatividade... distribuindo um trabalho a vários homens e vários empregos a um homem, fortalecendo assim a sua própria posição como tribunal de recurso, como depositário de informação e como ferramenta de coordenação ; ignorando ou contornando agências coletivas de tomada de decisão, como o Gabinete... e sempre persuadindo, lisonjeando, fazendo malabarismos, improvisando, reorganizando, harmonizando, conciliando, manipulando.
Para seu primeiro secretário de Estado, Roosevelt escolheu Cordell Hull, um proeminente cidadão do Tennessee que havia servido na Câmara e no Senado. Embora Hull não fosse um especialista em política externa, ele era um antigo defensor da redução de tarifas, era respeitado por seus colegas do Senado e não tinha ambições de presidência. O gabinete inaugural de Roosevelt incluiu vários republicanos influentes, incluindo o Secretário do Tesouro William H. Woodin, um industrial bem relacionado que era pessoalmente próximo de Roosevelt, o Secretário do Interior Harold L. Ickes, um republicano progressista que desempenharia um papel importante no New Deal, e o Secretário de Agricultura Henry A. Wallace, que aconselhou a campanha de Roosevelt sobre políticas agrícolas. Roosevelt também nomeou a primeira mulher membro do gabinete, a Secretária do Trabalho Frances C. Perkins. Farley tornou-se Diretor Geral dos Correios, assumindo o comando das principais questões de clientelismo. Howe tornou-se secretário pessoal de Roosevelt até sua morte em 1936.  As escolhas de Hull, Woodin e do Secretário de Comércio Daniel C. Roper tranquilizaram a comunidade empresarial, enquanto Wallace, Perkins e Ickes apelaram aos apoiantes de esquerda de Roosevelt.  A maioria das seleções do gabinete de Roosevelt permaneceriam no cargo até 1936, mas problemas de saúde forçaram Woodin a renunciar em 1933, e ele foi sucedido por Henry Morgenthau Jr., que se tornou o membro mais poderoso do gabinete, seguido por Wallace. 

## Assuntos internos de primeiro mandato

### Primeiro New Deal, 1933–1934

O presidente cessante Hoover e o presidente eleito Roosevelt no dia da posse, 1933

Quando Roosevelt assumiu o cargo em 4 de março de 1933, a economia estava no fundo do poço. No meio da Grande Depressão, um quarto da força de trabalho americana estava desempregada, dois milhões de pessoas estavam sem abrigo e a produção industrial tinha caído mais de metade desde 1929.  Na noite de 4 março, 32 dos 48 estados – assim como o Distrito de Columbia – fecharam os seus bancos.  O Banco da Reserva Federal de Nova Iorque não conseguiu abrir no dia 5, uma vez que enormes somas tinham sido levantadas por clientes em pânico nos dias anteriores.  Começando com seu discurso de posse, Roosevelt colocou a culpa pela crise econômica nos banqueiros e financistas, na busca pelo lucro e na base do interesse próprio do capitalismo:
Principalmente porque os governantes da troca de bens da humanidade falharam devido à sua própria teimosia e à sua própria incompetência, admitiram o seu fracasso e abdicaram. As práticas dos cambistas inescrupulosos são indiciadas no tribunal da opinião pública, rejeitadas pelos corações e mentes dos homens. É verdade que tentaram, mas os seus esforços seguiram o padrão de uma tradição ultrapassada. Confrontados com a falta de crédito, propuseram apenas o empréstimo de mais dinheiro. Despojados da sedução do lucro para induzir o nosso povo a seguir a sua falsa liderança, eles recorreram a exortações, implorando em lágrimas pela restauração da confiança... Os cambistas fugiram dos seus altos cargos no templo da nossa civilização. Podemos agora restaurar esse templo às verdades antigas. A medida da restauração reside na medida em que aplicamos valores sociais mais nobres do que o mero lucro monetário.
Os historiadores categorizam o programa econômico de Roosevelt em três categorias: "alívio, recuperação e reforma". O alívio era urgentemente necessário para dezenas de milhões de desempregados. Recuperação significava impulsionar a economia de volta ao normal. A reforma significava correções de longo prazo para o que estava errado, especialmente com os sistemas financeiro e bancário. Por meio de uma série de palestras de rádio de Roosevelt, conhecidas como fireside chats, ele apresentou suas propostas diretamente ao público americano.  Para propor programas, Roosevelt contou com senadores importantes como George Norris, Robert F. Wagner e Hugo Black, bem como com seu grupo de conselheiros acadêmicos. Tal como Hoover, ele viu a Depressão causada em parte pelo facto de as pessoas já não gastarem ou investirem porque tinham medo. 

#### Reforma bancária
A reforma bancária era a tarefa mais urgente enfrentada pelo governo recém-empossado. Milhares de bancos menores faliram ou estavam à beira da falência, e depositantes em pânico tentaram retirar suas economias dos bancos por medo de perder seus depósitos após a falência de um banco. Nos meses que se seguiram à eleição de Roosevelt, vários governadores declararam feriados bancários, fechando temporariamente os bancos para que os seus depósitos não pudessem ser levantados.  Na altura em que Roosevelt assumiu o cargo, as proclamações governamentais tinham encerrado os bancos em 32 estados; nos restantes estados, muitos bancos foram encerrados e os depositantes foram autorizados a levantar apenas cinco por cento dos seus depósitos.  Em 5 de março, Roosevelt declarou feriado bancário federal, fechando todos os bancos do país. Embora alguns questionassem a autoridade constitucional de Roosevelt para declarar um feriado bancário, sua ação recebeu pouca resistência política imediata à luz da gravidade da crise.  Trabalhando com o secretário do Tesouro cessante, Ogden Mills, a administração Roosevelt passou os dias seguintes elaborando um projeto de lei destinado a resgatar o setor bancário. 
Quando a sessão especial do Congresso convocada por Roosevelt foi aberta em 9 de março, o Congresso rapidamente aprovou a Lei Bancária de Emergência de Roosevelt. Em vez de nacionalizar a indústria financeira, como alguns radicais esperavam e muitos conservadores temiam, o projeto de lei utilizou a assistência federal para estabilizar os bancos privados.  Os subsequentes “Primeiros 100 Dias” do 73.º Congresso assistiram a uma quantidade sem precedentes de legislação  e estabeleceram um ponto de referência com o qual os futuros presidentes seriam comparados.  Quando os bancos reabriram na segunda-feira, 13 de março, os preços das ações subiram 15% e os depósitos bancários excederam os levantamentos, pondo fim assim ao pânico bancário. 
Em outra medida destinada a dar aos americanos confiança no sistema financeiro, o Congresso promulgou a Lei Glass-Steagall, que restringiu a especulação ao limitar os investimentos que os bancos comerciais podiam fazer e ao acabar com as afiliações entre bancos comerciais e empresas de valores mobiliários.  Os depositantes em bancos abertos receberam cobertura de seguro da nova Federal Deposit Insurance Corporation (FDIC), enquanto os depositantes em bancos permanentemente fechados acabaram sendo reembolsados em 85 centavos por dólar. O próprio Roosevelt tinha dúvidas sobre a garantia de depósitos bancários, dizendo: "Não queremos tornar o Governo dos Estados Unidos responsável pelos erros e enganos de bancos individuais e colocar um prémio em bancos insalubres no futuro". Mas o apoio público foi esmagadoramente a favor, e o número de falências bancárias caiu para quase zero.  

#### Alívio para desempregados
O auxílio aos desempregados era uma das principais prioridades do New Deal, e Roosevelt copiou os programas que havia iniciado como governador de Nova York, bem como os programas iniciados por Hoover.  A Administração Federal de Assistência de Emergência (FERA), o maior programa de 1933 a 1935, envolveu doar dinheiro a localidades para operar projetos de assistência ao trabalho para empregar aqueles que recebiam assistência direta. A FERA foi liderada por Harry Hopkins, que havia liderado um programa semelhante sob Roosevelt em Nova York.  Outra agência, a Administração de Obras Públicas (PWA), foi criada para financiar projetos de infraestrutura e foi liderada pelo Secretário do Interior Harold Ickes, um dos mais agressivos construtores do império do New Deal.  Buscando aumentar o papel federal no fornecimento de auxílio trabalhista, Hopkins pressionou com sucesso pela criação da Administração de Obras Civis (CWA), que forneceria emprego para qualquer pessoa desempregada. Em menos de quatro meses, a CWA contratou quatro milhões de pessoas e, durante os seus cinco meses de operação, a CWA construiu e reparou 200 piscinas, 3.700 parques infantis, 40.000 escolas, 400.000km de estrada e 12 milhões de pés de tubulação de esgoto.  A CWA era muito popular, mas Roosevelt cancelou-a em março de 1934 devido a preocupações com os custos e ao medo de estabelecer um precedente de que o governo serviria como um empregador permanente de último recurso. 

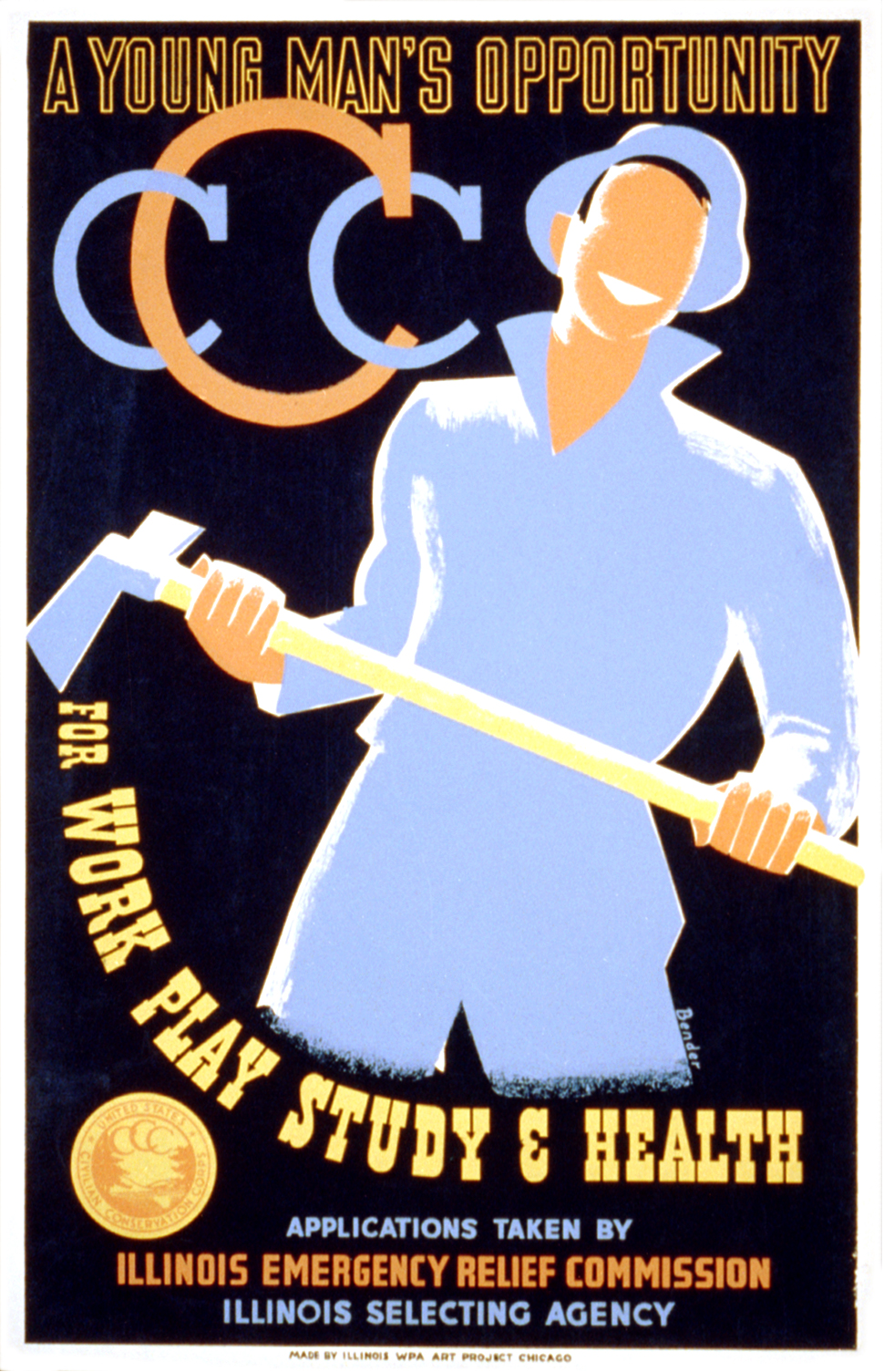
Cartaz de Albert M. Bender, Illinois WPA Art Project Chicago (1935)

A mais popular de todas as agências do New Deal – e o favorito de Roosevelt – era o Corpo de Conservação Civil (CCC).  O CCC contratou 250.000 jovens desempregados para trabalhar por seis meses em projetos rurais. Foi dirigido por Robert Fechner, um ex-executivo sindical que prometeu aos sindicatos que os inscritos não seriam treinados em habilidades que competiriam com os membros desempregados do sindicato. Em vez disso, eles realizaram trabalho de construção não qualificado, especialmente construindo estradas e instalações recreativas em parques estaduais e nacionais. Cada acampamento do CCC era administrado por um oficial da reserva do Exército. Alimentos, roupas, suprimentos e serviços médicos e odontológicos foram adquiridos localmente. Os jovens que trabalhavam nos campos do CCC recebiam um dólar por dia, a maior parte do qual ia para seus pais. Os negros foram inscritos nos seus próprios campos, e o CCC operava uma divisão totalmente separada para os índios.   

#### Agricultura
Roosevelt deu grande ênfase às questões agrícolas.  Os agricultores representavam trinta por cento da força de trabalho do país e os New Dealers esperavam que uma recuperação agrícola ajudasse a estimular a economia em geral.  A liderança dos programas agrícolas do New Deal coube ao Secretário da Agricultura Henry Wallace, um reformador intelectual dinâmico.   A crise agrícola persistente da década de 1920 foi ainda mais exacerbada pelo início da Grande Depressão, e as execuções hipotecárias eram comuns entre as fazendas endividadas.  Os agricultores ficaram presos em um círculo vicioso no qual os preços baixos incentivavam os agricultores individuais a se envolverem em maior produção, o que, por sua vez, reduzia os preços ao fornecer maior oferta. A administração Hoover criou o Conselho Agrícola Federal para ajudar a resolver o problema da superprodução através da compra de excedentes agrícolas, mas não conseguiu estabilizar os preços.  Na década de 1930, os agricultores do Centro-Oeste também tiveram que lidar com uma série de fortes tempestades de poeira conhecidas como Dust Bowl, provocando a migração das regiões afetadas. 

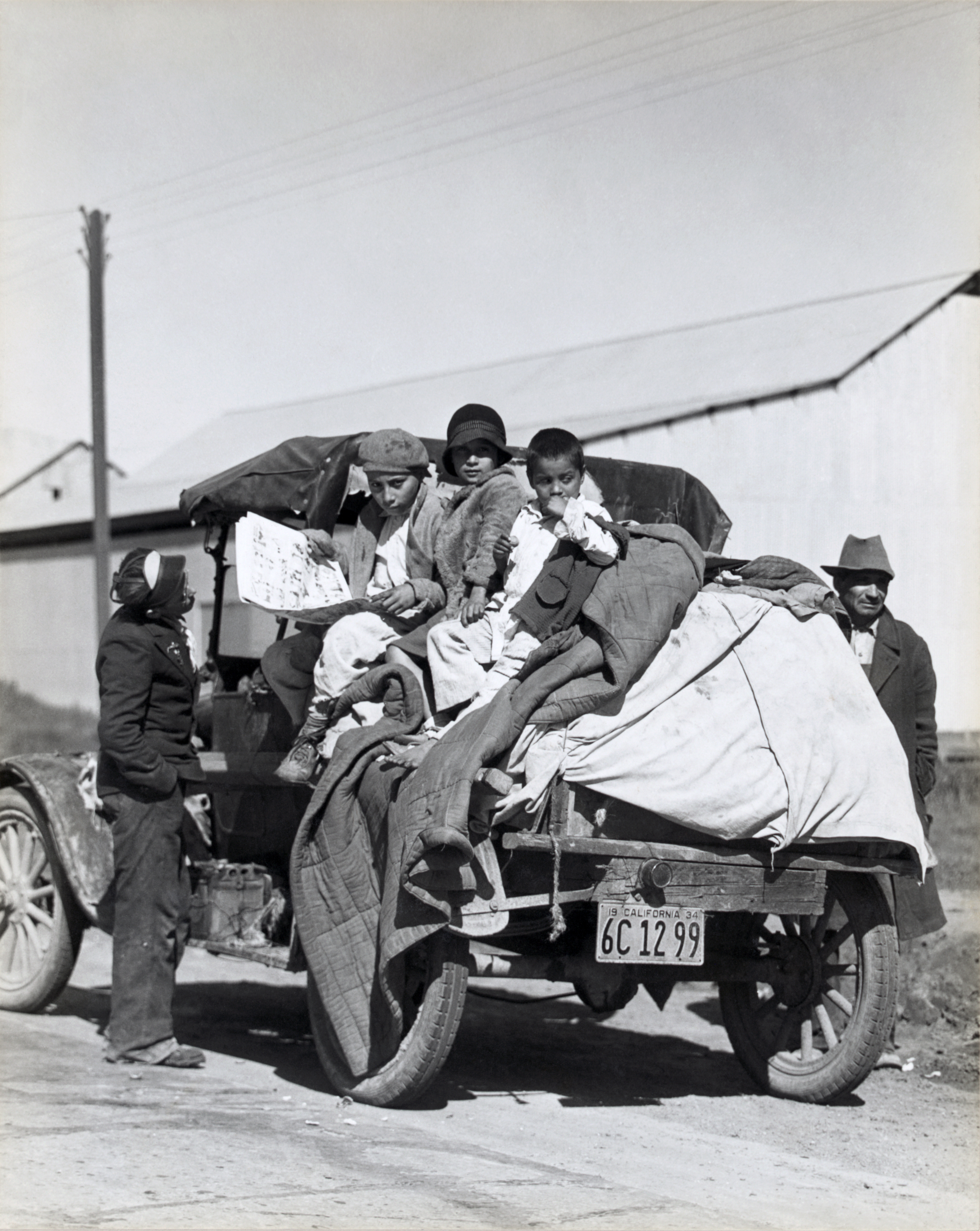
Uma família de agricultores migrantes na Califórnia, março de 1935. Foto de Dorothea Lange.

A Lei de Ajuste Agrícola de 1933 criou a Administração de Ajuste Agrícola (AAA). O ato refletiu as demandas dos líderes das principais organizações agrícolas, especialmente o Farm Bureau, e refletiu os debates entre os conselheiros agrícolas de Roosevelt, como Wallace, ML Wilson, Rexford Tugwell e George Peek .  O objetivo da AAA era aumentar os preços das commodities por meio de escassez artificial. A AAA usava um sistema de "distribuições domésticas", definindo a produção total de milho, algodão, laticínios, suínos, arroz, tabaco e trigo. A AAA pagou subsídios aos proprietários de terras por deixarem algumas de suas terras ociosas; o financiamento para os subsídios foi fornecido por um novo imposto sobre o processamento de alimentos. O objetivo era forçar os preços agrícolas a subirem até o ponto de "paridade", um índice baseado nos preços de 1910-1914. Para atingir as metas de 1933, 10 acre(s)s (0,040 km2) de algodão em crescimento foi arado, colheitas abundantes foram deixadas a apodrecer e seis milhões de leitões foram mortos e descartados.  Os rendimentos agrícolas aumentaram significativamente nos primeiros três anos do New Deal, à medida que os preços das mercadorias aumentavam.  No entanto, alguns meeiros sofreram com o novo sistema, uma vez que alguns proprietários de terras embolsaram os subsídios federais distribuídos para manter as terras em pousio. 
A AAA foi o primeiro programa agrícola federal a operar em tão grande escala e estabeleceu um papel federal duradouro no planeamento de todo o sector agrícola da economia.  Em 1936, a Suprema Corte declarou a AAA inconstitucional por razões técnicas. Com a aprovação da Lei de Ajuste Agrícola de 1938, a AAA foi substituída por um programa semelhante que obteve aprovação judicial. Em vez de pagar os agricultores por deixarem os campos estéreis, o novo programa os subsidiou para plantar culturas de feno que enriquecem o solo, como alfafa, que não seriam vendidas no mercado. A regulamentação federal da produção agrícola foi modificada muitas vezes desde então, mas a filosofia básica de subsidiar os agricultores continua em vigor. 

#### Alívio rural

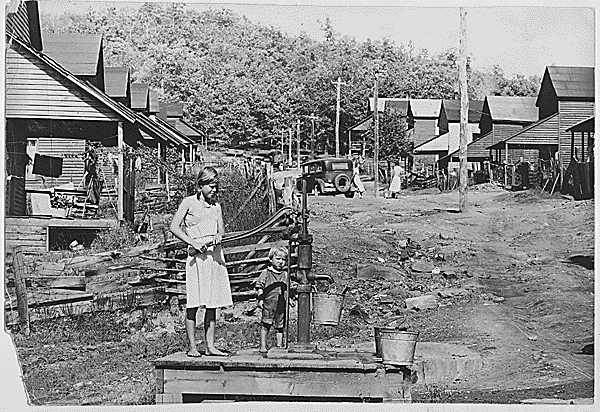
Os métodos modernos não chegaram às regiões remotas, como Wilder, Tennessee (Tennessee Valley Authority, 1942)

Muitas famílias rurais viviam em extrema pobreza, especialmente no Sul. Agências como a Administração de Reassentamento e sua sucessora, a Administração de Segurança Agrícola (FSA), representaram os primeiros programas nacionais para ajudar migrantes e agricultores marginais, cuja situação ganhou atenção nacional por meio do romance e filme de 1939, As Vinhas da Ira . Os líderes do New Deal resistiram às exigências dos pobres de empréstimos para comprar fazendas, pois muitos líderes pensavam que já havia muitos fazendeiros.  A administração Roosevelt fez um grande esforço para melhorar as instalações de saúde disponíveis para uma população doente.  A Administração de Crédito Agrícola refinanciou muitas hipotecas, reduzindo o número de famílias agrícolas deslocadas. Em 1935, a administração criou a Administração de Electrificação Rural (REA), que construiu linhas eléctricas em áreas rurais, fornecendo electricidade pela primeira vez a milhões de pessoas.  Na década seguinte à criação da REA, a percentagem de explorações agrícolas com electricidade passou de menos de 20 por cento para aproximadamente 90 por cento. 
Roosevelt nomeou John Collier para liderar o Gabinete de Assuntos Indígenas, e Collier presidiu uma mudança na política em relação aos nativos americanos que menosprezou a assimilação cultural. Os nativos americanos trabalharam no CCC e em outros programas do New Deal, incluindo o recém-formado Serviço de Conservação do Solo. 
Em 1933, a administração lançou a Tennessee Valley Authority (TVA), um projeto que envolvia o planeamento da construção de barragens numa escala sem precedentes, a fim de conter as cheias, gerar eletricidade e modernizar as quintas muito pobres da região do Vale do Tennessee, no sul dos Estados Unidos.   Sob a liderança de Arthur Ernest Morgan, a TVA construiu comunidades planejadas, como Norris, Tennessee, que foram projetadas para servir como modelos de vida cooperativa e igualitária. Embora as experiências mais ambiciosas da TVA geralmente não tenham tido sucesso, em 1940, a TVA tornou-se o maior produtor de energia elétrica do país.  A administração Roosevelt também estabeleceu a Bonneville Power Authority, que desempenhou funções semelhantes às da TVA no noroeste do Pacífico, embora em menor escala. 

#### NRA para a indústria
O governo Roosevelt lançou a Administração Nacional de Recuperação (NRA) como um dos dois principais programas concebidos para restaurar a prosperidade económica, juntamente com a AAA.  A NRA foi criada pela Lei de Recuperação Industrial Nacional (NIRA) de 1933 e foi concebida para implementar reformas no sector industrial.  Os criadores da NRA foram fortemente influenciados pelo trabalho de Charles R. Van Hise, um acadêmico progressista que via os trustes como uma característica inevitável de uma sociedade industrializada. Em vez de defender leis antitruste concebidas para impedir o crescimento de trusts, Hise favoreceu a criação de organizações governamentais encarregadas de regulamentar os trusts.  A NRA tentou acabar com a concorrência acirrada forçando as indústrias a criarem códigos que estabelecessem as regras de operação para todas as empresas dentro de setores específicos, como preços mínimos, salários mínimos, acordos de não concorrência e restrições de produção. Líderes da indústria negociaram os códigos com a aprovação e orientação dos funcionários da NIRA. Outras disposições encorajaram a formação de sindicatos e suspenderam as leis antitruste. 
Roosevelt nomeou Hugh S. Johnson como chefe da NRA, com base em sua experiência na direção da economia nacional na Primeira Guerra Mundial. Johnson usou a NRA para conter a superprodução industrial e a concorrência excessiva por meio de cortes de preços. Ele procurou manter os salários altos.  A NRA conquistou o compromisso de dois milhões de empresas para criar e seguir os códigos da NRA, e os símbolos da Águia Azul, que indicavam que uma empresa cooperava com a NRA, tornaram-se omnipresentes.  A NRA visou dez indústrias essenciais consideradas cruciais para a recuperação econômica, começando pela indústria têxtil e passando para o carvão, petróleo, aço, automóveis e madeira. Embora não estivesse disposta a ditar os códigos às indústrias, a administração pressionou as empresas a concordarem com os códigos e instou os consumidores a comprarem produtos de empresas que estivessem em conformidade com os códigos.  Como cada código da NRA era único para uma indústria específica, os negociadores da NRA tinham grande influência na definição dos detalhes dos códigos, e muitos dos códigos favoreciam os gestores em detrimento dos trabalhadores.  A NRA tornou-se cada vez mais impopular entre o público em geral devido à sua microgestão, e muitos na administração começaram a considerá-la ineficaz.  O Supremo Tribunal considerou a NRA inconstitucional por decisão unânime em Maio de 1935, e houve poucos protestos públicos no seu encerramento. 
Para substituir o papel regulador da NRA, o New Deal estabeleceu ou fortaleceu diversas agências duradouras projetadas para regular setores específicos. Em 1934, o Congresso criou a Comissão Federal de Comunicações, que regulamentava telefones e rádios. O Civil Aeronautics Board foi criado em 1938 para regular a indústria de aviação comercial em rápido crescimento, enquanto em 1935 a autoridade da Interstate Commerce Commission foi estendida à indústria de caminhões. A Comissão Federal de Comércio também recebeu novas funções. 

#### Política monetária
A Lei de Ajuste Agrícola incluiu a Emenda Thomas, uma disposição que permitia ao presidente reduzir o teor de ouro do dólar, cunhar dólares de prata e emitir US$ 3 bilhões em moeda fiduciária não lastreada em ouro ou prata. Em abril de 1933, Roosevelt retirou os Estados Unidos do padrão-ouro.  Abandonar o padrão-ouro permitiu que Roosevelt adotasse políticas inflacionárias para superar a queda acentuada dos preços que prejudicou a economia. A inflação reduziria o tamanho efetivo da dívida pública e privada. Como parte de suas políticas inflacionárias, Roosevelt recusou-se a participar dos esforços da Conferência Econômica de Londres para estabilizar as taxas de câmbio.  A mensagem "bombástica" de Roosevelt naquela conferência acabou efetivamente com quaisquer esforços importantes das potências mundiais para colaborar no fim da depressão mundial e permitiu a Roosevelt liberdade na política económica.  Embora Roosevelt estivesse disposto a negociar tarifas, ele recusou-se a aceitar um sistema de taxa de câmbio fixa ou a reduzir as dívidas europeias contraídas durante a Primeira Guerra Mundial.  Em outubro de 1933, o governo Roosevelt iniciou uma política de compra de ouro na esperança de que tais compras levassem à inflação. O programa foi fortemente criticado por observadores como Keynes, bem como por funcionários da administração do "hard money", como Dean Acheson, mas apaziguou muitos nas comunidades rurais.  Em 1935, o Congresso aprovou a Lei Bancária de 1935, que colocou o Comitê Federal de Mercado Aberto sob o controle direto do Conselho de Governadores da Reserva Federal, aumentando assim a capacidade do Federal Reserve de controlar a oferta de moeda e responder aos ciclos de negócios. 

#### Regulamentação de valores mobiliários
A Lei da Bolsa de Valores de 1934 criou a Comissão de Valores Mobiliários independente para pôr fim às manipulações irresponsáveis do mercado e à disseminação de informações falsas sobre valores mobiliários.  Roosevelt nomeou Joseph P. Kennedy, um especulador famoso e bem-sucedido, para chefiar a SEC e limpar Wall Street. Kennedy nomeou uma equipa esforçada com uma missão de reforma que incluía William O. Douglas e Abe Fortas, ambos mais tarde nomeados para o Supremo Tribunal.  A SEC tinha quatro missões. O primeiro e mais importante era restaurar a confiança dos investidores no mercado de valores mobiliários, que havia praticamente entrado em colapso devido a dúvidas sobre sua integridade interna e às ameaças externas supostamente representadas por elementos antiempresariais no governo Roosevelt. Em segundo lugar, em termos de integridade, a SEC teve que se livrar dos golpes de centavos baseados em informações falsas, dispositivos fraudulentos e esquemas infundados de enriquecimento rápido. Em terceiro lugar, e muito mais importante do que as fraudes, a SEC precisava acabar com as manobras milionárias de insiders em grandes corporações, por meio das quais pessoas com acesso a informações sobre as condições da empresa sabiam quando comprar ou vender seus próprios títulos. Finalmente, a SEC teve de criar um sistema complexo de registo para todos os títulos vendidos na América, com um conjunto claro de regras e directrizes que todos tinham de seguir.  Ao tornar obrigatória a divulgação de informações comerciais e permitir que os investidores tomem decisões informadas, a SEC obteve grande sucesso no seu objectivo de restaurar a confiança dos investidores. 
Como parte dos primeiros cem dias, Roosevelt promoveu a aprovação da Lei de Valores Mobiliários de 1933. A lei expandiu os poderes da Comissão Federal de Comércio e exigiu que as empresas que emitem títulos divulgassem informações sobre os títulos que emitiram.  Outra importante lei de valores mobiliários, a Lei de Holdings de Serviços Públicos de 1935, dividiu grandes holdings de serviços públicos. A lei surgiu de preocupações de que as holdings tivessem usado medidas elaboradas para extrair lucros de empresas subsidiárias de serviços públicos, ao mesmo tempo que tiravam vantagem dos clientes. 

#### Habitação
A construção de casas foi amplamente vista como um componente potencial de uma recuperação econômica. Embora Keynes e o senador Wagner fossem a favor de projetos de habitação pública em larga escala, o governo Roosevelt priorizou programas projetados para impulsionar a propriedade privada de imóveis. Em 1933, Roosevelt fundou a Home Owners' Loan Corporation, que ajudou a evitar execuções hipotecárias ao oferecer programas de refinanciamento. A Administração Federal de Habitação, criada em 1934, estabeleceu padrões nacionais de construção de moradias e forneceu seguro para hipotecas residenciais de longo prazo. Outra instituição do New Deal, a Fannie Mae, tornou os empréstimos imobiliários mais atraentes para os credores ao ajudar a fornecer a securitização de hipotecas, permitindo assim que as hipotecas fossem vendidas no mercado secundário de hipotecas. As instituições de habitação criadas ao abrigo do New Deal não contribuíram significativamente para a construção de novas casas na década de 1930, mas desempenharam um papel importante no boom imobiliário do pós-guerra. 

#### Fim da lei seca
Roosevelt geralmente evitava a questão da Lei Seca, mas quando seu partido e o público em geral se voltaram contra a Lei Seca em 1932, ele fez campanha pela revogação. Durante os Cem Dias, ele assinou a Lei Cullen-Harrison, redefinindo a cerveja fraca (3,2% de álcool) como o máximo permitido. A 21ª Emenda foi ratificada mais tarde naquele ano; ele não esteve envolvido na emenda, mas recebeu grande parte do crédito. A revogação da proibição trouxe novas receitas fiscais para os governos federal, estadual e local e ajudou Roosevelt a manter uma promessa de campanha que atraiu amplo apoio popular. Também enfraqueceu os gangues criminosos das grandes cidades e os contrabandistas rurais que lucravam muito com a venda ilegal de bebidas alcoólicas.  

### Segundo New Deal, 1935–1936
"Segundo New Deal" é a designação que os historiadores usam para as políticas internas dramáticas aprovadas durante os dois últimos anos do primeiro mandato de Roosevelt. Diferentemente de seus esforços nos dois primeiros anos para incluir todos os grupos de interesse estabelecidos, Roosevelt mudou para a esquerda e se concentrou em ajudar sindicatos, fazendeiros pobres e desempregados. Ele lutou energicamente contra a crescente oposição dos conservadores, dos interesses empresariais e bancários. 

#### WPA
Em 1935, a economia era 21% maior que seu ponto mais baixo, mas o produto nacional bruto real ainda estava 11% abaixo do ápice alcançado em 1929. Finalmente alcançou e passou de 1929 durante 1936. O desemprego continuou sendo um grande problema, com 20%. Contudo, os rendimentos agrícolas estavam a recuperar.   Com a economia ainda em depressão, e após os triunfos democratas nas eleições intercalares de 1934, Roosevelt propôs o "Segundo New Deal". Consistia em programas governamentais concebidos para ajudar a proporcionar não só a recuperação, mas também a estabilidade e a segurança a longo prazo para os americanos comuns.  Em abril de 1935, Roosevelt conseguiu a aprovação da Lei de Apropriação de Auxílio Emergencial de 1935, que, diferentemente dos programas de auxílio ao trabalho de 1933, permitiu um papel de longo prazo para o governo como empregador de último recurso. Roosevelt, entre outros, temia que o setor privado nunca mais seria capaz de fornecer pleno emprego sozinho. O principal programa criado pela Lei de Apropriação de Assistência de Emergência foi a Administração de Progresso de Obras (WPA), liderada por Harry Hopkins.  A WPA financiou uma variedade de projetos, como hospitais, escolas e estradas, e empregou mais de 8,5 milhões de trabalhadores que construíram 650.000 milhas de rodovias e estradas, 125.000 edifícios públicos, bem como pontes, reservatórios, sistemas de irrigação e outros projetos.  O PWA de Ickes continuou a funcionar, mas o WPA tornou-se o principal programa de assistência ao trabalho do New Deal,  e o FERA foi descontinuado.  Embora nominalmente encarregado apenas de empreender projetos de construção que custassem mais de US$ 25.000, o WPA forneceu subsídios para outros programas, como o Federal Writers' Project .
Assim como a CWA e a CCC, a WPA normalmente se baseava na colaboração com o governo local, que fornecia os planos, o local e o equipamento pesado, enquanto o governo federal fornecia a mão de obra. A construção de novas instalações recreativas em parques públicos se encaixa no modelo, e dezenas de milhares de instalações recreativas e esportivas foram construídas em áreas rurais e urbanas. Esses projetos tinham o objetivo principal de fornecer empregos para os desempregados, mas também atendiam a uma demanda generalizada na época por aptidão física e à necessidade de recreação em uma sociedade saudável. Roosevelt era um forte defensor da dimensão recreativa e esportiva de seus programas. A WPA gastou 941 milhões de dólares em instalações recreativas, incluindo 5.900 campos de atletismo e parques infantis, 770 piscinas, 1.700 parques e 8.300 edifícios recreativos.  

##### Administração Nacional da Juventude
A Administração Nacional da Juventude (NYA) era uma unidade semiautônoma dentro da WPA. Trabalhou em estreita colaboração com escolas secundárias e faculdades para criar programas de trabalho e estudo.   Sob a liderança de Aubrey Williams, a NYA desenvolveu programas de aprendizagem e acampamentos residenciais especializados no ensino de habilidades vocacionais. Foi uma das primeiras agências que fez um esforço explícito para matricular estudantes negros. O programa de trabalho e estudo da NYA atingiu até 500.000 estudantes por mês em escolas secundárias, faculdades e escolas de pós-graduação.   A NYA também criou suas próprias escolas secundárias, totalmente separadas do sistema escolar público ou das escolas acadêmicas de educação.  

#### Seguro Social

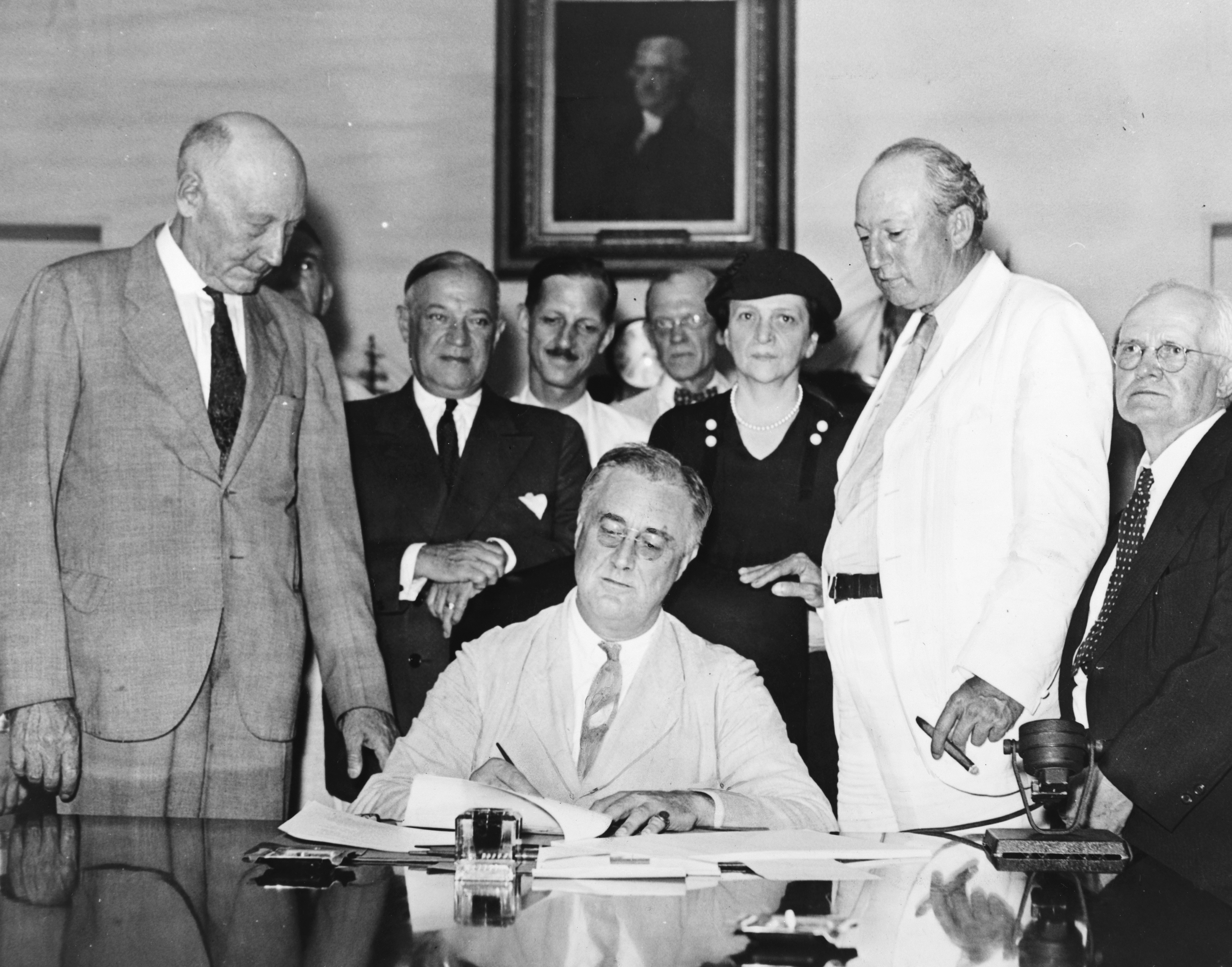
Roosevelt assina a Lei da Seguridade Social em 14 de agosto de 1935.

Os Estados Unidos foram o único país industrial moderno onde as pessoas enfrentaram a Depressão sem qualquer sistema nacional de segurança social, embora um punhado de estados tivesse programas de seguro de velhice mal financiados.  O governo federal tinha fornecido pensões aos veteranos após a Guerra Civil e outras guerras, e alguns estados tinham estabelecido sistemas voluntários de pensões de velhice, mas, de resto, os Estados Unidos tinham pouca experiência com programas de segurança social.  Para a maioria dos trabalhadores americanos, a reforma por idade avançada não era uma opção realista.  Na década de 1930, o médico Francis Townsend angariou apoio à sua proposta de pensão, que exigia que o governo federal emitisse pagamentos directos de 200 dólares por mês aos idosos.  Roosevelt foi atraído pelo pensamento geral por trás do plano de Townsend porque ele atenderia aqueles que não eram mais capazes de trabalhar, ao mesmo tempo em que estimularia a demanda na economia e diminuiria a oferta de mão de obra.  Em 1934, Roosevelt encarregou o Comitê de Segurança Econômica, presidido pelo Secretário do Trabalho Perkins, de desenvolver um programa de pensão para idosos, um sistema de seguro-desemprego e um programa nacional de assistência médica. A proposta de um sistema nacional de saúde foi abandonada, mas o comitê desenvolveu um programa de seguro-desemprego administrado em grande parte pelos estados. O comité também desenvolveu um plano de velhice que, por insistência de Roosevelt, seria financiado por contribuições individuais dos trabalhadores. 
Em janeiro de 1935, Roosevelt propôs a Lei da Seguridade Social, que ele apresentou como uma alternativa mais prática ao Plano Townsend. Após uma série de audiências no Congresso, a Lei da Segurança Social tornou-se lei em agosto de 1935.  Durante o debate no Congresso sobre a Segurança Social, o programa foi expandido para fornecer pagamentos a viúvas e dependentes de beneficiários da Segurança Social.  As categorias de empregos que não eram abrangidas pela lei incluíam trabalhadores agrícolas, serviços domésticos, funcionários públicos e muitos professores, enfermeiros, funcionários de hospitais, bibliotecários e assistentes sociais.  O programa foi financiado por meio de um imposto sobre a folha de pagamento recém-criado, que mais tarde ficou conhecido como imposto da Lei de Contribuições Federais de Seguro. Os impostos da Segurança Social seriam cobrados aos empregadores pelos estados, com os empregadores e os empregados a contribuírem igualmente para o imposto.  Como o imposto da Segurança Social era regressivo e os benefícios da Segurança Social eram baseados no valor que cada indivíduo tinha pago ao sistema, o programa não contribuiria para a redistribuição de rendimentos da forma que alguns reformadores, incluindo Perkins, esperavam.  Além de criar o programa de Segurança Social, a Lei da Segurança Social também estabeleceu um sistema de seguro-desemprego administrado pelo estado e o programa de Ajuda a Crianças Dependentes, que fornecia ajuda a famílias chefiadas por mães solteiras.  Comparado com os sistemas de seguridade social dos países da Europa Ocidental, a Lei da Seguridade Social de 1935 era bastante conservadora. Mas pela primeira vez o governo federal assumiu a responsabilidade pela segurança económica dos idosos, dos desempregados temporários, das crianças dependentes e dos deficientes.  Refletindo a importância contínua da Lei da Segurança Social, o biógrafo Kenneth S. Davis mais tarde chamou a Lei da Segurança Social de "a peça mais importante da legislação social em toda a história americana". 
Embora o Comité de Segurança Económica tivesse inicialmente procurado desenvolver um sistema nacional de saúde, a Lei da Segurança Social acabou por incluir apenas subsídios de saúde relativamente pequenos, concebidos para ajudar as comunidades rurais e os deficientes.  Roosevelt se recusou a incluir um programa de seguro saúde em larga escala, em grande parte devido à falta de apoio popular ativo, do Congresso ou de grupos de interesse para tal programa. A estratégia de Roosevelt era esperar que a demanda por um programa se materializasse e, então, se ele achasse que era popular o suficiente, daria seu apoio a ele. Jaap Kooijman escreve que Roosevelt conseguiu "pacificar os oponentes sem desencorajar os reformadores". Durante a Segunda Guerra Mundial, um grupo de congressistas apresentou o Projeto de Lei Wagner-Murray-Dingell, que forneceria assistência médica universal financiada pelo governo federal. Roosevelt nunca o endossou e, com os conservadores no controle do Congresso, ele tinha poucas chances de ser aprovado. O seguro de saúde seria proposto no Fair Deal de Truman, mas foi derrotado.  

#### Sindicatos e o NLRB
A Lei Nacional de Relações Trabalhistas (NLRB) de 1935, também conhecida como Lei Wagner, garantiu aos trabalhadores o direito à negociação coletiva por meio de sindicatos de sua escolha. Proibiu práticas trabalhistas injustas, como discriminação contra membros de sindicatos. A lei também criou o Conselho Nacional de Relações Trabalhistas (NLRB) para facilitar acordos salariais e reprimir distúrbios trabalhistas. A Lei Wagner não obrigou os empregadores a chegarem a acordo com os seus empregados, mas, juntamente com a Lei Norris-La Guardia de 1932, a sua aprovação deixou os sindicatos num ambiente jurídico e político favorável.  Outros factores, incluindo obras populares que retratavam as lutas da classe trabalhadora, o declínio das rivalidades étnicas e a investigação do Comitê La Follette sobre os abusos anti-trabalhistas, influenciaram ainda mais o sentimento público a favor do trabalho.  O resultado foi um tremendo crescimento do número de membros dos sindicatos, especialmente no sector da produção em massa.  Quando a greve de Flint ameaçou a produção da General Motors, Roosevelt rompeu com o precedente estabelecido por muitos ex-presidentes e recusou-se a intervir; a greve levou, em última análise, à sindicalização da General Motors e dos seus rivais na indústria automóvel americana.  Após a greve de ocupação de Flint, a US Steel concedeu reconhecimento ao Comitê Organizador dos Trabalhadores do Aço.  O número total de membros de sindicatos cresceu de três milhões em 1933 para oito milhões no final da década de 1930, com a grande maioria dos membros do sindicato a viver fora do Sul. 

### Outras políticas internas

#### Política fiscal

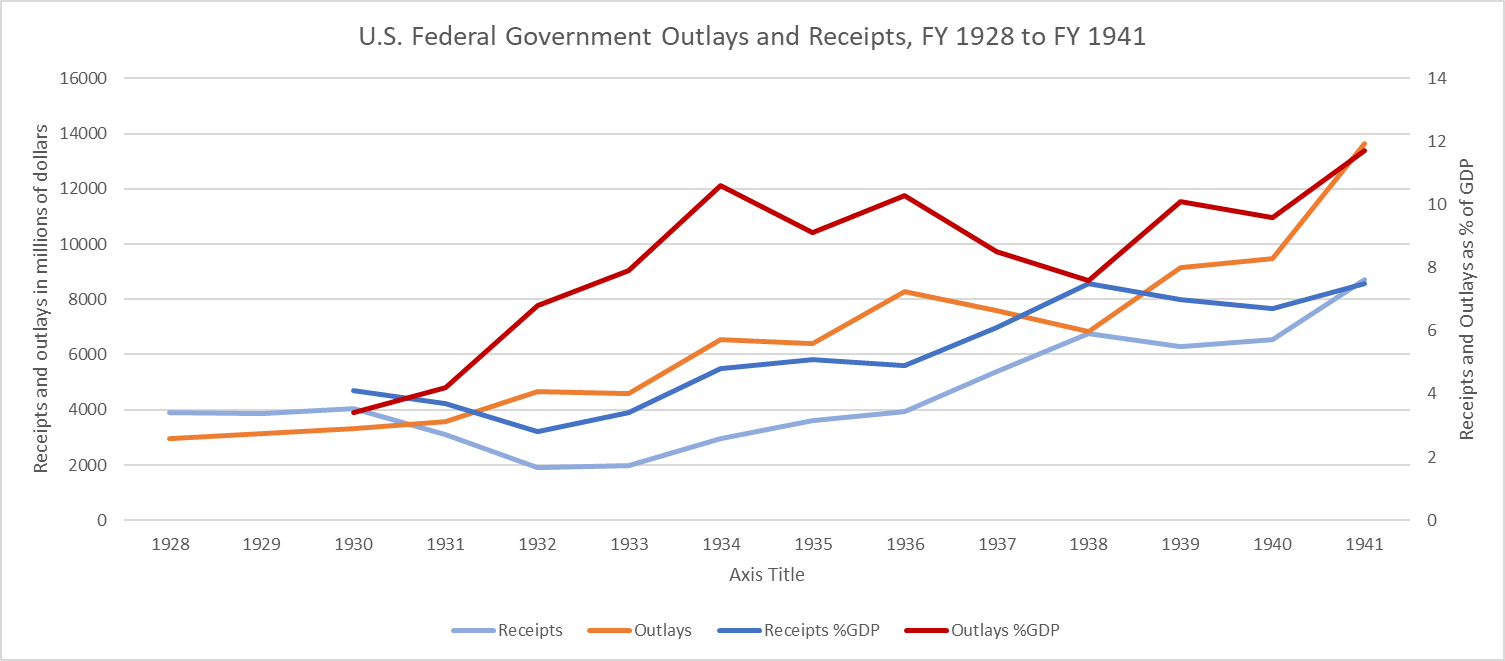
Receitas e despesas do governo federal dos EUA durante a década de 1930

Roosevelt argumentou que os programas de gastos de emergência para alívio eram temporários e rejeitou os gastos deficitários propostos por economistas como John Maynard Keynes.  Ele manteve sua promessa de campanha de cortar o orçamento federal regular — incluindo uma redução nos gastos militares de 752 milhões de dólares em 1932 para US$ 531 milhões em 1934. Ele fez um corte de 40% nos gastos com benefícios aos veteranos, removendo 500.000 veteranos e viúvas das listas de pensões e reduzindo os benefícios para o restante, além de cortar os salários dos funcionários federais e reduzir os gastos com pesquisa e educação. Os veteranos estavam bem organizados e protestaram fortemente, e a maioria dos benefícios foi restaurada ou aumentada em 1934.  Em junho de 1933, Roosevelt restaurou 50 milhões de dólares em pagamentos de pensões e o Congresso acrescentou mais 46 milhões de dólares.  Grupos de veteranos como a Legião Americana e os Veteranos de Guerras Estrangeiras também venceram sua campanha para transformar seus benefícios de pagamentos devidos em 1945 em dinheiro imediato quando o Congresso anulou o veto do presidente e aprovou oa Lei Bonus em janeiro de 1936.   A Lei de Bônus injetou somas equivalentes a 2% do PIB na economia de consumo e teve um importante efeito de estímulo.  Os gastos do governo aumentaram de 8,0% do produto nacional bruto (PNB) sob Hoover em 1932 para 10,2% do PNB em 1936. 
Em meados de 1935, Roosevelt começou a priorizar uma grande reforma do código tributário. Ele buscava impostos mais altos sobre as rendas mais altas, um imposto sobre herança mais alto, um imposto corporativo progressivo e a implementação de um imposto sobre dividendos intercorporativos. Em resposta, o Congresso aprovou a Lei da Receita de 1935, que arrecadou relativamente pouca receita, mas aumentou os impostos sobre os que mais ganhavam. Foi estabelecida uma taxa máxima de imposto de 79% para rendimentos acima de 5 milhões de dólares; em 1935, apenas um indivíduo, John D. Rockefeller, pagou a taxa máxima de imposto.  No início de 1936, após a aprovação da Lei Bonus , Roosevelt novamente tentou aumentar os impostos sobre os lucros corporativos. O Congresso aprovou um projeto de lei que arrecadou menos receitas do que as propostas de Roosevelt, mas impôs um imposto sobre lucros não distribuídos sobre os lucros corporativos. 

#### Conservação e meio ambiente
Roosevelt sempre se interessou pelo meio ambiente e pela conservação, começando com seu interesse juvenil pela silvicultura em sua propriedade familiar. Embora FDR nunca tenha sido um esportista ou praticante de atividades ao ar livre na escala de TR, seu crescimento nos sistemas nacionais foi comparável. FDR criou 140 refúgios nacionais de vida selvagem (especialmente para aves) e estabeleceu 29 florestas nacionais e 29 parques e monumentos nacionais,     incluindo o Parque Nacional Everglades e o Parque Nacional Olympic.  Sua política ambiental pode ser dividida em três grandes domínios. Em primeiro lugar, o seu foco estava em algumas questões que há muito preocupavam os ambientalistas: ar e água limpos, gestão de terras, preservação de terras florestais, protecção da vida selvagem, conservação de recursos naturais e criação de parques e monumentos nacionais.  Em segundo lugar, ele criou estruturas institucionais permanentes com missões ambientais, incluindo instituições permanentes como a Tennessee Valley Authority e operações temporárias como o CCC.  Finalmente, Roosevelt foi um excelente comunicador com o povo e com o Congresso, através de discursos e, especialmente, de viagens muito divulgadas para visitar locais importantes de conservação. 
A agência favorita de Roosevelt, a CCC, dedicou a maior parte de seus esforços a projetos ambientais. Nos doze anos após sua criação, o CCC construiu 20.000 quilômetros de trilhas, plantou dois bilhões de árvores e melhorou 200.000 quilômetros de estradas de terra. Cada estado tinha seus próprios parques estaduais, e Roosevelt garantiu que os projetos WPA e CCC fossem criados para atualizá-los, bem como os sistemas nacionais.   Roosevelt apoiava particularmente projetos de gestão de água, que poderiam fornecer energia hidrelétrica, melhorar a navegação fluvial e fornecer água para irrigação. Sua administração iniciou a construção de inúmeras barragens localizadas no Sul e no Oeste. Embora as propostas para replicar a Tennessee Valley Authority no noroeste do Pacífico não tenham sido colocadas em prática, a administração concluiu o Canal All-American e lançou o Projeto Vale Central, ambos os quais irrigaram e aumentaram drasticamente a produção agrícola no Vale Central da Califórnia. Roosevelt também presidiu o estabelecimento de programas e leis de conservação, como o Serviço de Conservação do Solo, o Great Plains Shelterbelt e a Lei Taylor Grazing de 1934. 
Ao longo de seus dois primeiros mandatos, houve uma feroz batalha territorial pelo controle do Serviço Florestal dos Estados Unidos, que o Secretário da Agricultura Henry Wallace insistiu em manter, mas o Secretário do Interior Harold Ickes queria, para poder fundi-lo com o Serviço de Parques Nacionais . O relatório do Comitê Brownlow sobre gestão administrativa convenceu Roosevelt a propor a criação de um novo Departamento de Conservação para substituir o Departamento do Interior; o novo departamento que incluiria o Serviço Florestal. Para Ickes, a terra em si tinha um propósito maior do que o mero uso humano; Wallace queria a produtividade econômica ideal das terras públicas. Tanto o Interior quanto a Agricultura tinham fortes apoiadores no Congresso, e o plano de Roosevelt não deu em nada. O status quo triunfou.   

#### Educação
A abordagem do New Deal à educação foi um afastamento radical das práticas anteriores. Foi projetado especificamente para os pobres e conta com uma equipe formada principalmente por mulheres que recebiam assistência social. Não foi baseado em profissionalismo nem foi projetado por especialistas. Em vez disso, baseava-se na noção antielitista de que um bom professor não precisa de credenciais em papel, que o aprendizado não precisa de uma sala de aula formal e que a maior prioridade deve ser dada à camada mais baixa da sociedade. Os líderes das escolas públicas ficaram chocados: eles foram excluídos como consultores e beneficiários do financiamento do New Deal. Eles precisavam desesperadamente de dinheiro para cobrir as receitas locais e estaduais que desapareceram durante a depressão. Eles eram bem organizados e fizeram esforços conjuntos repetidos em 1934, 1937 e 1939, mas tudo em vão. O governo federal tinha um Gabinete de Educação altamente profissional; Roosevelt cortou o seu orçamento e pessoal, e recusou-se a consultar o seu líder John Ward Studebaker.  Os programas do CCC foram deliberadamente projetados para não ensinar habilidades que os colocariam em competição com membros desempregados do sindicato. O CCC tinha suas próprias aulas. Elas eram voluntárias, aconteciam depois do trabalho e tinham como objetivo ensinar alfabetização básica a jovens que haviam abandonado os estudos antes de ingressar no ensino médio. A NYA criou as suas próprias escolas secundárias, independentes das escolas públicas controladas localmente. 
Os programas de assistência ofereceram ajuda indireta às escolas públicas. A CWA e a FERA se concentraram em contratar pessoas desempregadas que recebiam auxílio e colocá-las para trabalhar em prédios públicos, incluindo escolas públicas. Construiu ou melhorou 40.000 escolas, além de milhares de parques infantis e campos de atletismo. Deu empregos a 50.000 professores para manter as escolas rurais abertas e dar aulas de educação de adultos nas cidades. Deu empregos temporários a professores desempregados em cidades como Boston.   Embora os líderes do New Deal se recusassem a dar dinheiro aos distritos escolares empobrecidos, eles deram dinheiro aos estudantes pobres do ensino médio e da faculdade. A CWA utilizou programas de “estudo-trabalho” para financiar estudantes, tanto homens como mulheres. 

#### Mulheres

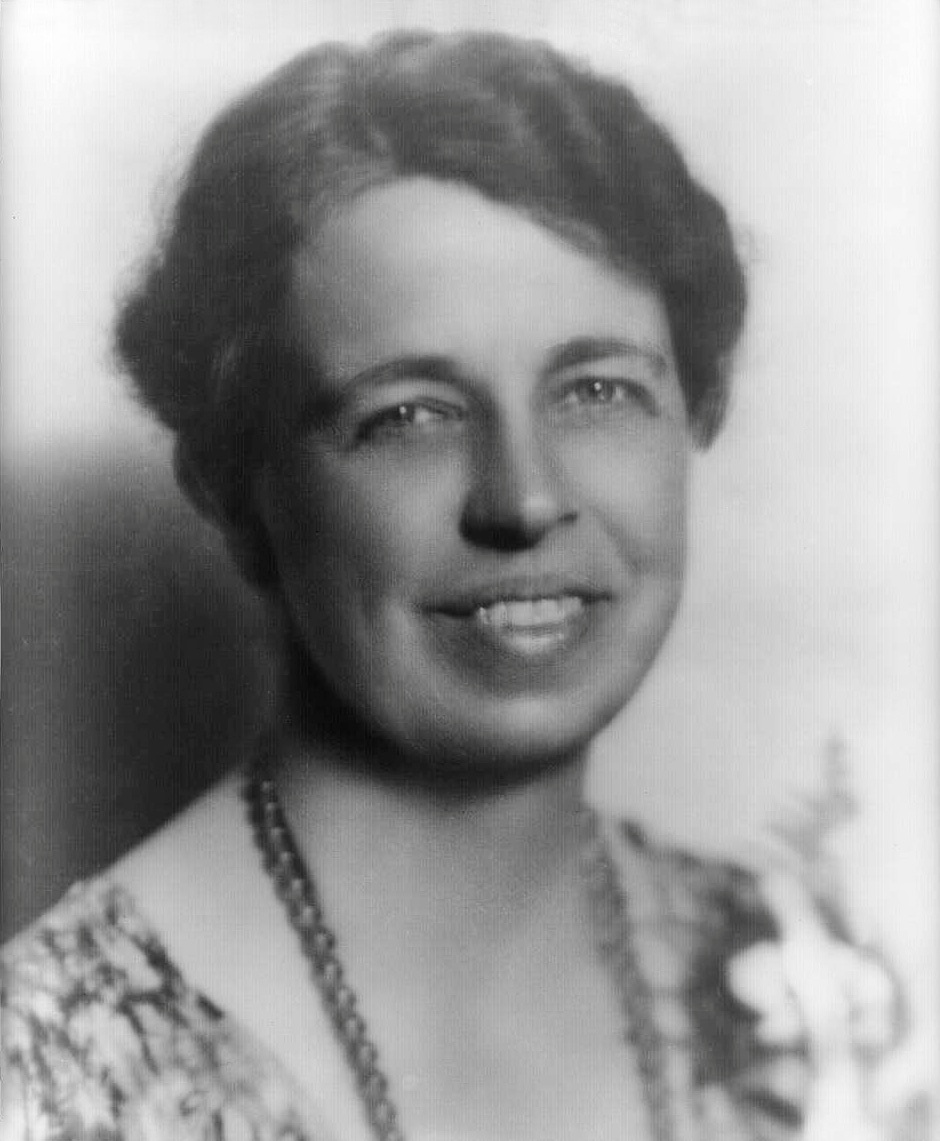
Primeira-dama Eleanor Roosevelt

As mulheres receberam reconhecimento do governo Roosevelt. Nos programas de assistência, eles tinham direito a empregos se fossem o ganha-pão da família. Durante a década de 1930, houve um forte consenso nacional de que, em tempos de escassez de empregos, era errado o governo empregar o marido e a esposa.  No entanto, as agências de assistência encontraram empregos para mulheres, e a WPA empregou cerca de 500.000. O maior número, 295.000, trabalhou em projetos de costura, produzindo 300 milhões de itens de roupas e colchões para pessoas em situação de vulnerabilidade e para instituições públicas, como orfanatos. Muitas outras mulheres trabalharam em programas de merenda escolar.    Entre 1929 e 1939, a percentagem de funcionárias públicas aumentou de 14,3% para 18,8%, e as mulheres constituíam quase metade da força de trabalho da WPA.  De 1930 a 1940, o número de mulheres empregadas aumentou 24%, de 10,5 milhões para 13 milhões. Poucas mulheres trabalhavam em setores de alto desemprego, como mineração e indústria pesada. Eles trabalhavam em empregos administrativos ou em fábricas leves (como as de alimentos). 

Roosevelt nomeou mais mulheres para cargos públicos do que qualquer presidente anterior. A primeira mulher no gabinete foi a Secretária do Trabalho Frances Perkins.  Roosevelt também nomeou Florence E. Allen para o Tribunal de Apelações do Sexto Circuito, tornando-a a primeira mulher a servir em um tribunal federal de apelações.  A primeira-dama Eleanor Roosevelt desempenhou um papel altamente visível na construção de uma rede de mulheres em funções de consultoria e na promoção de programas de assistência. O New Deal colocou assim mais mulheres na vida pública — um recorde que se manteve até à década de 1960.  Em 1941, a Sra. Roosevelt tornou-se codiretora do Gabinete de Defesa Civil, a principal agência de defesa civil. Ela tentou envolver as mulheres a nível local, mas entrou em conflito com o seu homólogo, o presidente da câmara Fiorello H. La Guardia, e teve pouco impacto na política.  O historiador Alan Brinkley afirma que a igualdade de gênero não estava na agenda nacional:
Nem o New Deal fez muito mais do que um esforço simbólico para resolver problemas de igualdade de género... Os programas do New Deal (mesmo aqueles concebidos por mulheres do New Deal) continuaram a refletir principalmente os pressupostos tradicionais sobre os papéis das mulheres e fizeram poucos gestos em direção ao aspirações das mulheres que procuravam independência económica e oportunidades profissionais. O interesse nos direitos individuais e de grupo que se tornou tão central para o liberalismo do pós-guerra... era fraco, e por vezes quase invisível, dentro do próprio New Deal.

## "Maldição" do segundo mandato
Apesar das expectativas de que a vitória esmagadora de 1936 anunciasse uma expansão dos programas liberais, tudo deu errado para os New Dealers. Os democratas brigaram e se dividiram, até mesmo com o vice-presidente Garner rompendo com o presidente. O movimento trabalhista se fortaleceu, mas depois começou a lutar contra si mesmo, enquanto a economia declinava drasticamente. As forças anti-Roosevelt ganharam força e a Coalizão do New Deal perdeu pesadamente nas eleições de meio de mandato de 1938. Roosevelt sofreu o que os historiadores chamam de "maldição do segundo mandato". Os vencedores estavam confiantes demais, ignorando as fraquezas da administração. O partido minoritário, depois de perder duas eleições, estava ansioso por contra-atacar.   Lawrence Summers afirma:
O segundo mandato de Franklin Roosevelt foi a parte menos bem sucedida da sua presidência, pois viu o fracasso do seu esforço para lotar o Supremo Tribunal e uma grande recaída económica em 1938 e nenhuma realização remotamente comparável ao New Deal ou à sua liderança durante a guerra.

### Luta na Suprema Corte
Durante todo o primeiro mandato de Roosevelt, o Tribunal foi constituído pelos liberais “Três Mosqueteiros”, os conservadores “Quatro Cavaleiros” e os dois votos decisivos do Juiz Presidente Charles Evans Hughes e do Juiz Associado Owen Roberts.  Os membros mais conservadores do tribunal aderiram aos princípios da era Lochner, um período em que os tribunais revogaram inúmeras regulamentações económicas com base na liberdade contratual.  Reformadores como Theodore Roosevelt protestaram por muito tempo contra o ativismo judicial dos tribunais, e os ambiciosos programas domésticos de Franklin Roosevelt inevitavelmente chamaram a atenção da Suprema Corte. O tribunal anulou um importante programa do New Deal pela primeira vez através da sua decisão no caso de 1935 de ALA Schechter Poultry Corp. v. Estados Unidos, e no ano seguinte anulou a AAA no caso de Estados Unidos v. Butler.  No início de 1937, o tribunal tinha casos em pauta relativos à constitucionalidade da Lei da Segurança Social e da Lei Nacional das Relações Laborais. 
As decisões do Supremo Tribunal levaram muitos a tentar restringir o seu poder através de emendas constitucionais, mas a dificuldade de emendar a constituição levou Roosevelt a recorrer a uma solução legislativa.  Após vencer a reeleição, Roosevelt propôs o Projeto de Lei de Reforma dos Procedimentos Judiciais de 1937, que lhe permitiria nomear um juiz adicional para cada juiz titular com mais de 70 anos; em 1937, havia seis juízes da Suprema Corte com mais de 70 anos. O tamanho do Tribunal foi fixado em nove desde a aprovação da Lei do Judiciário de 1869, e o Congresso alterou o número de juízes seis outras vezes ao longo da história dos EUA.  Roosevelt argumentou que o projeto de lei era necessário por razões de eficiência judicial, mas era amplamente compreendido que seu verdadeiro objetivo era nomear juízes simpáticos.  O que Roosevelt viu como uma reforma necessária e ponderada, muitos em todo o país viram como um ataque ao princípio da independência judicial, e os críticos rotularam o Projeto de Lei de Reforma dos Procedimentos Judiciais de 1937 como o plano de "enchimento dos tribunais".  A proposta de Roosevelt encontrou intensa oposição política do seu próprio partido, liderado pelo vice-presidente Garner.  Uma coalizão bipartidária de liberais e conservadores de ambos os partidos se opôs ao projeto de lei, e o presidente do Supremo Tribunal, Hughes, quebrou o precedente ao defender publicamente a derrota do projeto de lei. Qualquer hipótese de aprovação do projecto de lei terminou com a morte do líder da maioria no Senado, Joseph Taylor Robinson, em Julho de 1937, depois de Roosevelt ter gasto capital político crucial no projecto de lei falhado.  A disputa pelo controle do tribunal custou a Roosevelt o apoio de alguns liberais, como o senador de Montana, Burton K. Wheeler.  e o comentarista Walter Lippmann. 
No início de 1937, enquanto o debate sobre o Projeto de Lei de Reforma dos Procedimentos Judiciais de 1937 continuava, a Suprema Corte proferiu sua decisão no caso West Coast Hotel Co. Em uma decisão de 5 a 4, o Tribunal manteve uma lei estadual de salário mínimo que era semelhante a uma lei estadual que o tribunal havia derrubado no ano anterior; a diferença entre os casos foi que Roberts mudou seu voto. O caso foi amplamente visto como uma mudança importante na filosofia judicial do Tribunal, e um jornal chamou o voto de Roberts de "a mudança no tempo que salvou nove", porque efetivamente acabou com qualquer chance de aprovar o projeto de lei que aumentaria o número de juízes no tribunal. Mais tarde, em 1937, a Suprema Corte confirmou a constitucionalidade do NLRB e das principais disposições da Lei da Seguridade Social. Um dos Quatro Cavaleiros, Willis Van Devanter, demitiu-se no mesmo ano, dando a Roosevelt a sua primeira oportunidade de nomear um juiz para o Supremo Tribunal, e seguiram-se várias outras vagas no Supremo Tribunal.  No final do seu segundo mandato, em Janeiro de 1941, Roosevelt nomeou Stanley Forman Reed,  Felix Frankfurter,  William O. Douglas,  e Frank Murphy  para o Supremo Tribunal. Após o caso Parish, o tribunal mudou o seu foco da revisão judicial das regulamentações económicas para a protecção das liberdades civis. 
Roosevelt nunca adicionou novos assentos, mas substituiu os antigos juízes conforme eles se aposentaram. Em sua primeira nomeação, ele fez a nomeação altamente controversa do senador do Alabama, Hugo Black. A nomeação foi controversa porque Black era um fervoroso New Dealer, com quase nenhuma experiência judicial. Era de grande conhecimento que a Ku Klux Klan do Alabama o apoiava. Black ficou quieto, mas seus amigos negaram que ele tivesse sido membro da KKK. Depois que ele foi confirmado, sua filiação à KKK se tornou conhecida e uma segunda tempestade de fogo explodiu. Black e Roosevelt esperaram e Black tornou-se um proeminente defensor das liberdades civis. 

### Legislação de segundo mandato

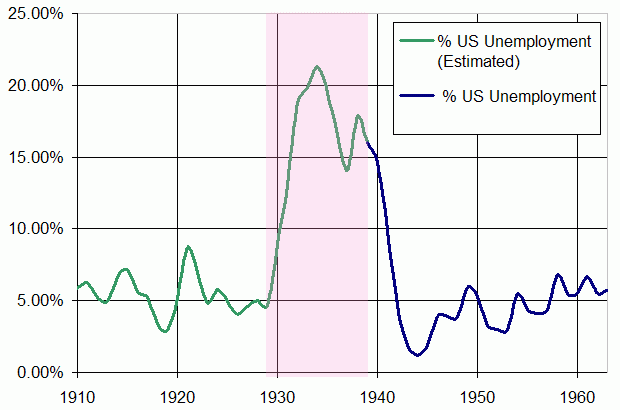
Taxa de desemprego nos EUA de 1910 a 1960, com destaque para os anos da Grande Depressão (1929 a 1939); considera pessoas com empregos WPA e CCC como "desempregadas".

Com a influência de Roosevelt a diminuir após o fracasso do Projeto de Lei de Reforma dos Procedimentos Judiciais de 1937, os democratas conservadores juntaram-se aos republicanos para bloquear a implementação de mais programas regulatórios do New Deal.  Liderado pelo senador Josiah Bailey, um grupo bipartidário de congressistas emitiu o Manifesto Conservador, que articulou a oposição conservadora ao crescimento dos sindicatos, impostos, regulamentações e programas de assistência que ocorreram sob o New Deal.  Roosevelt conseguiu aprovar alguma legislação, desde que tivesse apoio republicano suficiente. A Lei de Habitação de 1937 construiu 270.000 unidades habitacionais públicas até 1939. A segunda Lei de Ajustamento Agrícola, que restabeleceu a AAA, teve apoio bipartidário do lobby agrícola.  A Lei de Normas Trabalhistas Justas (FLSA) de 1938, que foi a última grande peça legislativa do New Deal, proibiu o trabalho infantil, estabeleceu um salário mínimo federal e exigiu o pagamento de horas extras para certos funcionários que trabalhassem mais de quarenta horas por semana.  Teve o apoio de alguns republicanos do Norte preocupados com a concorrência das fábricas de baixos salários do Sul. 

Padrão anual do PIB e tendência de longo prazo, 1920-40, em bilhões de dólares constantes

O mercado de ações sofreu uma grande queda em 1937, marcando o início de uma crise econômica dentro da Grande Depressão conhecida como Recessão de 1937-1938. Influenciado por economistas como Keynes, Marriner Stoddard Eccles e William Trufant Foster, Roosevelt abandonou suas posições fiscalmente conservadoras em favor do financiamento de estímulo econômico. Ao aumentar os gastos do governo, Roosevelt esperava aumentar o consumo, o que por sua vez permitiria que empregadores privados contratassem mais trabalhadores e reduzissem a taxa de desemprego. Em meados de 1938, Roosevelt autorizou novos empréstimos à indústria privada pela Reconstruction Finance Corporation e obteve a aprovação do Congresso para mais de 4 mil milhões de dólares em verbas para a WPA, a FSA, a PWA e outros programas. 

### Reorganização executiva
Em 1936, Roosevelt nomeou o Comitê Brownlow para recomendar mudanças na estrutura do poder executivo.  O Comitê Brownlow alertou que as agências estavam se tornando cada vez mais poderosas e independentes, e propôs reformas destinadas a reforçar o controle do presidente sobre essas agências. O comitê propôs um plano para consolidar mais de 100 agências em 12 departamentos e permitiu que o presidente nomeasse vários assistentes. O Congresso aprovou a Lei de Reorganização de 1939, baseada nas recomendações do Comitê Brownlow. Roosevelt então estabeleceu o Gabinete Executivo do Presidente, o que aumentou o controle do presidente sobre o poder executivo. Roosevelt combinou diversas agências governamentais de obras públicas e bem-estar social na Agência Federal de Obras e na Agência Federal de Segurança. Ele também transferiu o poderoso Gabinete do Orçamento do Departamento do Tesouro para o Gabinete Executivo do Presidente.  A nova lei também autorizou a criação do Escritório de Gestão de Emergências, o que permitiu a criação imediata de inúmeras agências de guerra. A reorganização é mais conhecida por permitir que o presidente nomeie vários assistentes e conselheiros. Aqueles que construíram uma rede de apoio no Congresso tornaram-se virtualmente “czares” independentes nos seus domínios especializados. 

## Relações exteriores

### Política de boa vizinhança e comércio
O primeiro discurso de tomada de posse de Roosevelt continha apenas uma frase dedicada à política externa, indicativa do foco interno do seu primeiro mandato.  A principal iniciativa de política externa do primeiro mandato de Roosevelt foi o que ele chamou de Política da Boa Vizinhança, que deu continuidade ao movimento iniciado por Coolidge e Hoover em direção a uma política menos intervencionista na América Latina. As forças americanas foram retiradas do Haiti, e novos tratados com Cuba e Panamá acabaram com seus status de protetorados. Em dezembro de 1933, Roosevelt assinou a Convenção de Montevidéu sobre os Direitos e Deveres dos Estados, renunciando ao direito de intervir unilateralmente nos assuntos dos países latino-americanos.   Após a retirada das forças norte-americanas do Haiti, as únicas forças militares norte-americanas que permaneceram nas Caraíbas foram estacionadas na Zona do Canal do Panamá ou na Base Naval da Baía de Guantánamo. 
Em 1934, Roosevelt assinou a Lei de Tarifas Recíprocas, que permitiu ao presidente negociar tratados de reciprocidade comercial com outros países. Nos seis anos seguintes, os EUA assinaram acordos com 21 países, resultando numa redução significativa dos níveis tarifários.  Com a ajuda da aprovação da Lei da Tarifa Recíproca e da criação do Banco de Exportação e Importação, o comércio entre os EUA e a América Latina mais do que triplicou entre 1931 e 1941. 

### Reconhecimento da União Soviética
No final da década de 1920, a União Soviética não era mais uma pária nos assuntos europeus e mantinha relações diplomáticas e comerciais normais com a maioria dos países. Em 1933, os antigos medos americanos de ameaças comunistas haviam desaparecido, e a comunidade empresarial, assim como os editores de jornais, clamavam por reconhecimento diplomático. Roosevelt estava ansioso por um comércio em larga escala com a Rússia e esperava algum pagamento das antigas dívidas czaristas. Depois de os soviéticos terem prometido que não se envolveriam em espionagem, Roosevelt usou a autoridade presidencial para normalizar as relações em novembro de 1933.  Houve poucas reclamações sobre a mudança.  Contudo, não houve progressos na questão da dívida e o Kremlin criou um programa de espionagem ativa.  Muitos empresários americanos esperavam um bónus em termos de comércio em grande escala, mas este nunca se materializou.  Os historiadores Justus D. Doenecke e Mark A. Stoler observam que "ambas as nações ficaram logo desiludidas com o acordo". 

### Isolacionismo
A década de 1930 marcou o auge do isolacionismo americano. O país tinha uma longa tradição de não intervencionismo, mas os isolacionistas da década de 1930 tentaram manter os EUA fora dos assuntos mundiais em um grau sem precedentes. O sentimento isolacionista surgiu do desejo de se concentrar em questões domésticas, da amargura pela Primeira Guerra Mundial e das dívidas não pagas decorrentes daquela guerra, além de um distanciamento geral e relutância em se envolver nas crescentes crises no Leste Asiático e na Europa. Respondendo ao clima isolacionista do país, Roosevelt abandonou o seu apoio à entrada dos EUA na Liga das Nações durante a campanha presidencial de 1932.  Aprendendo com os erros de Wilson, Roosevelt e o Secretário de Estado Hull agiram com grande cuidado para não provocar sentimentos isolacionistas.  Roosevelt estava especialmente relutante em entrar em conflito com senadores republicanos progressistas como George Norris, Robert La Follette, Hiram Johnson e William Borah, todos os quais forneceram apoio aos seus programas internos e favoreceram uma política externa isolacionista.  O movimento isolacionista foi reforçado no início e meados da década de 1930 pelo Comitê Nye, que investigou o papel dos interesses comerciais na Primeira Guerra Mundial.  O sentimento isolacionista desempenhou um papel importante no desvio do objectivo de Roosevelt de adesão dos EUA ao Tribunal Internacional de Justiça. 

### Crescimento dos perigos internacionais
Em 1931, o Japão invadiu a província chinesa da Manchúria e estabeleceu o estado fantoche de Manchukuo. Tóquio enviou centenas de milhares de colonos para Manchukuo, que tinha matérias-primas e recursos agrícolas escassos no Japão.  Os Estados Unidos e a Liga das Nações condenaram a invasão, mas nenhuma das grandes potências fez qualquer movimento para expulsar o Japão da região, e os japoneses pareciam prontos para expandir ainda mais seu império. Num desafio directo às potências ocidentais, o Japão proclamou a doutrina Amau, que afirmava que o Japão era o único responsável pela manutenção da ordem no Leste Asiático.  Em 1933, Adolf Hitler e o Partido Nazista chegaram ao poder na Alemanha. A princípio, muitos nos Estados Unidos pensaram em Hitler como uma figura cômica, mas Hitler rapidamente consolidou seu poder na Alemanha e atacou a ordem europeia que havia surgido na década de 1920.  Hitler pregou uma doutrina racista de superioridade ariana, e seu objetivo central de política externa era o "Lebensraum " (aquisição de território a leste da Alemanha), que ele buscava repovoar com alemães. 
Os assuntos estrangeiros tornaram-se graves em 1935.  A Itália, sob um regime fascista liderado por Benito Mussolini, invadiu a Etiópia, ganhando condenação internacional.  Em resposta, o Congresso aprovou a primeira de uma série de leis conhecidas como Leis de Neutralidade. A Lei da Neutralidade de 1935 exigia que Roosevelt impusesse um embargo de armas a todos os beligerantes em qualquer guerra estrangeira, sem qualquer poder discricionário deixado ao presidente.  Embora se opusesse privadamente à Lei de Neutralidade de 1935 e aos seus sucessores, Roosevelt assinou os projectos de lei para preservar o seu capital político para a sua agenda interna.  Em 1936, a Alemanha e o Japão assinaram o Pacto Anti-Comintern, embora nunca tenham coordenado as suas estratégias.  No mesmo ano, a Alemanha e a Itália aliaram-se através do acordo do Eixo Roma-Berlim.  Roosevelt viu a ameaça que essas potências emergentes representavam, mas concentrou-se em reavivar a economia dos EUA durante a primeira parte da sua presidência.  Enquanto isso, Hitler e outros líderes mundiais acreditavam que os EUA relutariam em intervir nos assuntos mundiais. Eles viram a retirada dos EUA da América Latina, os Atos de Neutralidade e a Lei Tydings–McDuffie  de 1934, que prometia independência às Filipinas após um período de transição de dez anos, como indicativos da força do isolacionismo nos Estados Unidos. 
Em julho de 1936, eclodiu uma guerra civil na Espanha entre o governo republicano de esquerda e os rebeldes nacionalistas de direita liderados pelo general Francisco Franco. A Grã-Bretanha e a França permaneceram neutras e trabalharam para que as grandes potências concordassem com um embargo de armas de ambos os lados. Em solidariedade a eles, Roosevelt recomendou ao Congresso um embargo de armas para a Espanha em janeiro de 1937, e obteve aprovação quase unânime. Embora apoiasse os republicanos em particular, Roosevelt temia que a crise espanhola pudesse se transformar em uma guerra europeia em grande escala e cooperou com as outras democracias para conter o conflito. Ele também não queria alienar os católicos americanos, um elemento-chave de sua coalizão; os líderes católicos eram em sua maioria pró-Franco. Na primavera de 1938, quando ficou claro que Hitler e Mussolini estavam ajudando Franco, Roosevelt estava considerando um plano para vender secretamente aviões de guerra americanos ao governo espanhol, mas nada aconteceu. Quando os nacionalistas alcançaram a vitória no início de 1939, Roosevelt se referiu ao embargo como um erro. Embora a Grã-Bretanha e a França reconhecessem o regime de Franco em 27 de fevereiro daquele ano, Roosevelt resistiu até 1º de abril, dias depois de Franco ter alcançado a vitória total com a captura de Madri.    

### Nuvens de guerra

Controle territorial no Pacífico Ocidental em 1939

A incapacidade da Liga das Nações ou dos Estados Unidos de impedir a invasão italiana da Etiópia encorajou o Japão e a Alemanha a prosseguirem as suas ambições territoriais.  Após o Incidente da Ponte Marco Polo, o Japão invadiu a China em julho de 1937, capturando a capital chinesa, Nanquim, antes do final do ano. O Massacre de Nanquim e o incidente do USS Panay indignaram os americanos, muitos dos quais tinham afinidade com a China devido a obras culturais como The Good Earth, mas as Leis de Neutralidade bloquearam as vendas de armas para a China. Num reflexo da força contínua do isolacionismo, a Emenda Ludlow, que teria exigido um referendo nacional para qualquer declaração de guerra, foi apenas derrotada por uma margem estreita na Câmara.  Roosevelt ganhou atenção mundial com seu Discurso de Quarentena de outubro de 1937, que apelou para uma "quarentena" internacional contra a "epidemia de ilegalidade mundial". Ele não buscou sanções contra o Japão neste momento, mas começou o planejamento estratégico para construir submarinos de longo alcance que pudessem bloquear o Japão.   
Em 1936, a Alemanha remilitarizou a Renânia, desafiando o Tratado de Versalhes. Sem o apoio da Grã-Bretanha ou da Itália, a França se recusou a intervir para impedir a remilitarização. Em Março de 1938, a Alemanha anexou pacificamente a  Áustria.  Mais tarde, em 1938, a Alemanha exigiu a anexação das partes de língua alemã da Tchecoslováquia. Em um último apaziguamento desesperado (um esforço para manter a paz), a Grã-Bretanha e a França concordaram com as exigências alemãs com o Acordo de Munique de setembro de 1938. Roosevelt apoiou a Grã-Bretanha e a França e insistiu na neutralidade americana na Europa.    Em março de 1939, Hitler desrespeitou o Acordo de Munique ao ocupar as partes restantes da Tchecoslováquia. Em resposta, os britânicos anunciaram o seu compromisso de defender a Polônia, que muitos presumiram que Hitler atacaria a seguir. 
Após o Acordo de Munique, Roosevelt começou a se preparar para a iminente eclosão da guerra. Ele apelou à revisão da Lei da Neutralidade no seu Discurso sobre o Estado da União de 1939, mas a sua proposta foi derrotada em ambas as câmaras do Congresso.  Roosevelt ordenou um aumento na produção de aeronaves, com concentração em bombardeiros de longo alcance, especialmente o Boeing B-17 Flying Fortress.  No início de 1939, Roosevelt permitiu que os franceses fizessem grandes encomendas à indústria aeronáutica em regime de pagamento à vista, conforme permitido por lei. A maioria das aeronaves encomendadas não havia chegado à França na época do seu colapso em maio de 1940, então Roosevelt providenciou que as encomendas francesas fossem vendidas aos britânicos. 

### Começa a Segunda Guerra Mundial na Europa
A Segunda Guerra Mundial começou em setembro de 1939 com a invasão da Polônia pela Alemanha, enquanto a França e a Grã-Bretanha declararam guerra em resposta. Os líderes ocidentais ficaram atónitos quando a União Soviética e a Alemanha dividiram o controle da Polônia; as duas potências tinham chegado a um pacto de não agressão em Agosto de 1939, que continha um protocolo secreto para a partilha da Polónia.  Embora poucos americanos quisessem intervir na guerra, uma sondagem Gallup de Outubro de 1939 mostrou que mais de 80 por cento do país favorecia a Grã-Bretanha e a França em detrimento da Alemanha.  De acordo com os termos da Lei de Neutralidade, Roosevelt reconheceu o estado de guerra na Europa, impondo um embargo de armas à França, Grã-Bretanha e Alemanha. Dias depois, Roosevelt convocou o Congresso para uma sessão especial para revisar a Lei de Neutralidade. Superando a oposição do famoso aviador Charles Lindbergh e de outros isolacionistas, Roosevelt conseguiu a aprovação da Lei de Neutralidade de 1939, que permitiu aos beligerantes comprar aeronaves e outros materiais de combate dos Estados Unidos, embora apenas com base no pagamento à vista.  Embora os Estados Unidos permanecessem oficialmente neutros até Dezembro de 1941, Roosevelt continuou a procurar formas de ajudar a Grã-Bretanha e a França. 
Durante a chamada "Guerra Falsa", um período de inatividade na Europa após a conclusão da invasão da Polônia, Roosevelt tentou negociar a paz, mas Hitler não estava interessado em tal possibilidade.  Entretanto, o Japão tornou-se cada vez mais assertivo no Pacífico, exigindo que as colónias francesas e britânicas fechassem as suas fronteiras com a China.  A partir de setembro de 1939, Roosevelt estabeleceu uma estreita relação pessoal com Winston Churchill, que se tornou primeiro-ministro britânico em maio de 1940.  A Alemanha invadiu a Dinamarca e a Noruega em abril de 1940 e invadiu os Países Baixos e a França em maio. À medida que a situação da França se tornava cada vez mais desesperadora, Churchill e o primeiro-ministro francês Paul Reynaud apelaram a Roosevelt para uma entrada americana na guerra, mas Roosevelt ainda não estava disposto a desafiar o sentimento isolacionista nos Estados Unidos.  Com a França à beira da rendição, a Itália também lançou uma invasão à França.  A França se rendeu em 22 de junho, resultando na divisão do país em uma zona controlada pelos alemães e uma área parcialmente ocupada conhecida como França de Vichy. Roosevelt tentou trabalhar com a França de Vichy de 1940 a 1942 para mantê-la neutra, com pouco sucesso. 
Com a queda da França, a Grã-Bretanha e seus domínios se tornaram a única grande força em guerra com a Alemanha. Roosevelt, que estava determinado a não deixar a Grã-Bretanha ser derrotada, aproveitou as rápidas mudanças na opinião pública; a queda de Paris, em especial, levou a um declínio no sentimento isolacionista.  A cobertura radiofónica da Batalha da Grã-Bretanha, uma campanha aérea em que a Alemanha procurou a superioridade aérea e bombardeou alvos britânicos, galvanizou ainda mais a opinião pública americana em apoio à Grã-Bretanha.  Superando a oposição de grande parte do establishment militar, que duvidava da capacidade da Grã-Bretanha de permanecer na guerra contra a Alemanha, Roosevelt seguiu políticas destinadas a maximizar as transferências de armas para a Grã-Bretanha.  Em julho de 1940, Roosevelt nomeou dois líderes republicanos intervencionistas, Henry L. Stimson e Frank Knox, como Secretários da Guerra e da Marinha, respectivamente. Ambos os partidos apoiaram os seus planos para um rápido reforço do exército americano, mas os isolacionistas avisaram que Roosevelt levaria a nação a uma guerra desnecessária com a Alemanha.  O reforço militar e a compra de armamento pelos britânicos tiveram um efeito benéfico na economia, e a taxa de desemprego caiu para 14,6 por cento no final de 1940. 
Em 2 de setembro de 1940, Roosevelt desafiou o espírito dos Atos de Neutralidade ao chegar ao Acordo de Destruidores para Bases. Em troca do uso de bases militares britânicas nas ilhas do Caribe, os EUA transferiram 50 antigos contratorpedeiros americanos da Primeira Guerra Mundial, que seriam usados para defesa contra submarinos alemães.  Os próprios contratorpedeiros tinham relativamente pouca importância militar, mas o acordo representava um compromisso simbólico dos Estados Unidos com a Grã-Bretanha.  Mais tarde, em setembro de 1940, com o apoio dos candidatos presidenciais dos dois principais partidos, o Congresso autorizou o primeiro recrutamento militar em tempo de paz do país.  Hitler e Mussolini responderam ao Acordo de Destruidores de Bases juntando-se ao Japão no Pacto Tripartite, e os três países ficaram conhecidos como as potências do Eixo.  A Lei Tripartida foi especificamente concebida para intimidar os Estados Unidos a permanecerem neutros na Guerra Sino-Japonesa e na guerra na Europa. 
À medida que Roosevelt assumia uma posição mais firme contra as Potências do Eixo, isolacionistas americanos como Lindbergh e America First atacavam veementemente o presidente como um belicista irresponsável. Por sua vez, eles foram denunciados como cúmplices antissemitas dos nazistas. O crítico Richard S. Faulkner parafraseia Lynne Olson ao argumentar que "Lindbergh estava longe de ser o simples antissemita e pró-nazista que a administração Roosevelt e a imprensa pró-intervenção frequentemente o retratavam, mas era antes um homem cuja mente técnica e clínica o convenceram de que a Grã-Bretanha não poderia vencer a guerra e que a falta de preparação militar da América significava que a intervenção era imoral, ilógica e suicida". 

### Lista de viagens internacionais

Roosevelt fez vinte viagens internacionais para 25 países durante sua presidência.

| N° | Data                                   | País                          | Locais                                        | Detalhes |
| -- | -------------------------------------- | ----------------------------- | --------------------------------------------- | --- |
| 1  | 6 a 14 de fevereiro de 1933            | Bahamas                       |                                               | Viagem de pesca. Visita feita como Presidente eleito. |
| 2  | 29 de junho a 1 de julho de 1933       | Canadá                        | Ilha Campobello                               | Férias. |
| 3  | 29 de março a 11 de abril de 1934      | Bahamas                       | Elbow Cay, Gun Cay.                           | Viagem de pesca. |
| 4  | 5 a 6 de julho de 1934                 | Haiti                         | Cabo Haitiano                                 | Visita informal a caminho de férias no Havaí. |
| 4  | 10 de julho de 1934                    | Colômbia                      | Cartagena                                     | Visita informal a caminho de férias no Havaí. |
| 4  | 11 a 12 de julho de 1934               | Panamá                        | Cidade do Panamá                              | Visita informal a caminho de férias no Havaí. |
| 5  | 27 de março a 6 de abril de 1935       | Bahamas                       | Cat Cays, Lobos Cay, Inágua, Crooked Island   | Viagem de pesca. |
| 6  | 16 de outubro de 1935                  | Panamá                        | Balboa                                        | Visita informal ao presidente Harmodio Arias Madrid durante seu retorno a Washington, D.C. vindo da Costa Oeste dos EUA. |
| 7  | 24 de março a 7 de abril de 1936       | Bahamas                       | Inágua, Nassau                                | Viagem de pesca. Almoço com o governador Bede Clifford e o presidente do Conselho Legislativo, George Johnson. |
| 8  | 28 a 30 de julho de 1936               | Canadá                        | Ilha Campobello                               | Férias. |
| 8  | 31 de julho de 1936                    | Canadá                        | Cidade de Quebec                              | Visita oficial. Encontrou-se com o Governador Geral John Buchan. |
| 9  | 21 de novembro de 1936                 | Trindade e Tobago             | Port of Spain                                 | Parou no caminho para a América do Sul. |
| 9  | 27 de novembro de 1936                 | Brasil                        | Rio de Janeiro                                | Dirigiu-se ao Congresso Brasileiro. |
| 9  | 30 de novembro a 2 de dezembro de 1936 | Argentina                     | Buenos Aires                                  | Participou da sessão de Conferência Interamericana para a Manutenção da Paz. |
| 9  | 3 de dezembro de 1936                  | Uruguai                       | Montevidéu                                    | Visita oficial. Encontrou-se com o presidente Gabriel Terra. |
| 9  | 11 de dezembro de 1936                 | Trindade e Tobago             | Port of Spain                                 | Parou ao retornar aos Estados Unidos. |
| 10 | 4 a 5 de agosto de 1938                | Panamá                        | Balboa                                        | Visita informal ao Presidente Juan Demóstenes Arosemena durante férias no Caribe. |
| 11 | 18 de agosto de 1938                   | Canadá                        | Kingston                                      | Recebeu diploma honorário da Queen's University e, juntamente com o primeiro-ministro William Lyon Mackenzie King, e o vice-governador de Ontário, Albert Edward Matthews, dedicaram a Ponte das Mil Ilhas.                               |
| 12 | 14 a 16 de agosto de 1939              | Canadá                        | Ilha Campobello, Sydney                       | Férias. |
| 12 | 17 a 20 de agosto de 1939              | Terra Nova                    | Baía das Ilhas, Baía de Bonne                 | Férias. |
| 12 | 21 a 23 de agosto de 1939              | Canadá                        | Halifax                                       | Férias. |
| 13 | 27 de fevereiro de 1940                | Panamá                        | Cristóbal, Balboa                             | Encontrou-se informalmente com o presidente Augusto Samuel Boyd durante as férias. |
| 14 | 5 de dezembro de 1940                  | Jamaica                       | Kingston                                      | Locais de bases britânicas inspecionados para possível uso americano. |
| 14 | 8 de dezembro de 1940                  | Santa Lúcia                   |                                               | Locais de bases britânicas inspecionados para possível uso americano. |
| 14 | 8 de dezembro de 1940                  | Martinica                     | Fort Saint Louis                              | Conferido com autoridades dos EUA. |
| 14 | 9 de dezembro de 1940                  | Ilhas de Sotavento Britânicas | Antígua                                       | Locais de bases britânicas inspecionados para possível uso americano. |
| 14 | 12 a 13 de dezembro de 1940            | Bahamas                       | Eleuthera                                     | Locais de base britânicas inspecionados para possível uso americano. Reuniu-se com o governador, o duque de Windsor. Retornou aos EUA em 14 de dezembro.                                                                                  |
| 15 | 9 a 12 de agosto de 1941               | Terra Nova                    | Argentia                                      | Conferenciado com o primeiro-ministro britânico Winston Churchill a bordo do navio (HMS Prince of Wales e USS Augusta) na Baía de Placentia. No final da conferência, eles emitiram a Carta do Atlântico.                                 |
| 16 | 11 de janeiro de 1943                  | Trindade e Tobago             | Port of Spain                                 | Parada noturna a caminho da África. |
| 16 | 12 de janeiro de 1943                  | Brasil                        | Belém                                         | Parada noturna a caminho da África. |
| 16 | 13 de janeiro de 1943                  | Gâmbia                        | Bathurst                                      | Parada noturna a caminho da África. |
| 16 | 14 a 25 de janeiro de 1943             | Marrocos                      | Casablanca                                    | Participou da Conferência de Casablanca com o primeiro-ministro britânico Winston Churchill. |
| 16 | 25 de janeiro de 1943                  | Gâmbia                        | Bathurst                                      | Parada para pernoite no caminho de Casablanca. |
| 16 | 26 a 27 de janeiro de 1943             | Libéria                       | Monróvia                                      | Visita informal. Encontrou-se com o presidente Edwin Barclay. |
| 16 | 28 de janeiro de 1943                  | Brasil                        | Natal                                         | Visita informal. Encontrou-se com o presidente Getúlio Vargas. |
| 16 | 29 de janeiro de 1943                  | Trindade e Tobago             | Port of Spain                                 | Parada para pernoite no caminho de Casablanca. |
| 17 | 20 de abril de 1943                    | México                        | Monterrei                                     | Parte de uma troca de visitas com o Presidente Manuel Ávila Camacho do outro lado da fronteira. |
| 18 | 17 a 25 de agosto de 1943              | Canadá                        | Cidade de Quebec, Ottawa                      | Participou da Primeira Conferência de Quebec com o primeiro-ministro William Lyon Mackenzie King e o primeiro-ministro britânico Winston Churchill. Dirigiu-se a senadores, deputados e ao público em geral fora das casas do parlamento. |
| 19 | 20 a 21 de novembro de 1943            | Argélia Francesa              | Orã                                           | Desembarque. |
| 19 | 21 a 22 de novembro de 1943            | Tunísia                       | Tunes                                         | Parada noturna. |
| 19 | 22 a 26 de novembro de 1943            | Reino do Egito                | Cairo                                         | Participou da Primeira Conferência do Cairo com o primeiro-ministro britânico Winston Churchill e o líder chinês Chiang Kai-shek. |
| 19 | 27 de novembro a 2 de dezembro de 1943 | Irã                           | Teerã                                         | Participou da Conferência de Teerã com o primeiro-ministro soviético Josef Stalin e o primeiro-ministro britânico Winston Churchill. |
| 19 | 2 a 7 de dezembro de 1943              | Reino do Egito                | Cairo                                         | Participou da Segunda Conferência do Cairo com o primeiro-ministro britânico Winston Churchill e o presidente turco İsmet İnönü. |
| 19 | 7 a 9 de dezembro de 1943              | Tunísia                       | Tunes                                         | Conferenciado com o General Dwight Eisenhower. |
| 19 | 8 de dezembro de 1943                  | Malta                         | Valeta                                        | Visitou instalações militares aliadas |
| 19 | 8 de dezembro de 1943                  | Reino da Itália               | Castelvetrano                                 | Visitou instalações militares aliadas |
| 19 | 9 de dezembro de 1943                  | Senegal                       | Dacar                                         | Embarcou para os EUA |
| 20 | 11 a 16 de setembro de 1944            | Canadá                        | Cidade de Quebec                              | Participou da Segunda Conferência de Quebec com o primeiro-ministro britânico Winston Churchill e os Chefes de Estado-Maior Combinados dos Aliados.                                                                                       |
| 21 | 2 de fevereiro de 1945                 | Malta                         | Floriana                                      | Participou da Conferência de Malta com o primeiro-ministro Winston Churchill. |
| 21 | 3 a 12 de fevereiro de 1945            | União Soviética               | Ialta                                         | Participou da Conferência de Ialta com o primeiro-ministro soviético Josef Stalin e o primeiro-ministro britânico Winston Churchill. |
| 21 | 13 a 15 de fevereiro de 1945           | Reino do Egito                | Grande Lago Amargo, Canal de Suez, Alexandria | Encontrou-se com o rei Faruque, o imperador etíope Haile Selassie, o rei da Arábia Saudita Ibne Saúde e o primeiro-ministro britânico Winston Churchill.                                                                                  |
| 21 | 18 de fevereiro de 1945                | Argélia Francesa              | Argel                                         | Informou os embaixadores dos EUA no Reino Unido, França e Itália sobre a Conferência de Ialta. |

## Coalizão política do New Deal
Roosevelt gozava de apoio entre a base tradicional democrata de católicos do Norte e brancos do Sul, mas a sua reeleição em 1936 dependia da mobilização de novos eleitores e da retenção dos votos daqueles que tinham sido alienados por Hoover.  Roosevelt forjou uma nova coalizão composta por máquinas da cidade, sindicatos, operários, minorias (raciais, étnicas e religiosas), fazendeiros, sulistas brancos, pessoas em auxílio, democratas de longa data da classe média e da classe empresarial e intelectuais. A coalizão do New Deal, como ficou conhecida, fez do Partido Democrata o partido majoritário nas décadas de 1930, 1940, 1950 e início da década de 1960. O sistema político americano que incorporou a coalizão e sua oposição é caracterizado pelos estudiosos como o Sistema do Quinto Partido.   A coligação do New Deal teve o efeito mais dramático no Norte, uma vez que os democratas se tornaram competitivos em toda a região pela primeira vez desde o fim da Guerra Civil. 

### Brancos do Norte
O impacto da questão da Lei Seca, da Grande Depressão, do New Deal e da Segunda Guerra Mundial sobre os grupos étnicos brancos (principalmente católicos e judeus) foi enorme. A participação política era baixa entre os "novos" imigrantes que chegaram depois de 1890; as máquinas estabelecidas não precisavam de seus votos. A Depressão atingiu duramente esses novos imigrantes, pois eles tinham baixos níveis de qualificação e estavam concentrados na indústria pesada. Eles responderam fortemente aos programas de assistência trabalhista e outros aspectos do New Deal, tornando-se um dos maiores e mais importantes blocos de votação na coalizão do New Deal. Roosevelt obteve grandes maiorias entre os principais grupos católicos até 1940. Em particular, ele manteve em grande parte o apoio dos irlandeses, apesar da rejeição de Al Smith ao New Deal. 
Roosevelt também conquistou os eleitores protestantes da classe trabalhadora e os republicanos progressistas. Muitos desses progressistas continuaram a votar em candidatos republicanos ao Congresso, mas outros se juntaram ao Partido Democrata. Em estados do oeste, como Dakota do Norte, eleitores progressistas desertaram em massa para o Partido Democrata e se tornaram influentes na organização partidária estadual. Ao mesmo tempo, muitos eleitores conservadores rurais regressaram ao Partido Republicano depois de 1932, diminuindo a influência dos democratas conservadores do Norte. 

### Política afro-americana
Roosevelt nomeou afro-americanos para um número sem precedentes de cargos políticos; William H. Hastie se tornou o primeiro juiz federal afro-americano. Roosevelt também estabeleceu um “Gabinete Negro” informal para aconselhá-lo sobre assuntos afro-americanos.  Roosevelt apoiou políticas concebidas para ajudar a comunidade afro-americana, incluindo a Lei de Normas Trabalhistas Justas, que ajudou a aumentar os salários dos trabalhadores não brancos no Sul.  Em resposta às políticas de Roosevelt, os afro-americanos desertaram cada vez mais do Partido Republicano durante as décadas de 1930 e 1940, tornando-se um importante bloco de votação democrata em vários estados do Norte.  No entanto, Roosevelt precisava do apoio dos poderosos democratas brancos do Sul para seus programas do New Deal, e os negros ainda eram marginalizados na maior parte do Sul. Ele decidiu não pressionar por uma legislação que tornaria o linchamento um crime federal; tal legislação não poderia passar por uma obstrução do Sul e a luta política ameaçaria sua capacidade de aprovar seus programas prioritários.  Ele denunciou os linchamentos como “uma forma vil de assassinato coletivo”. 

### Sindicatos

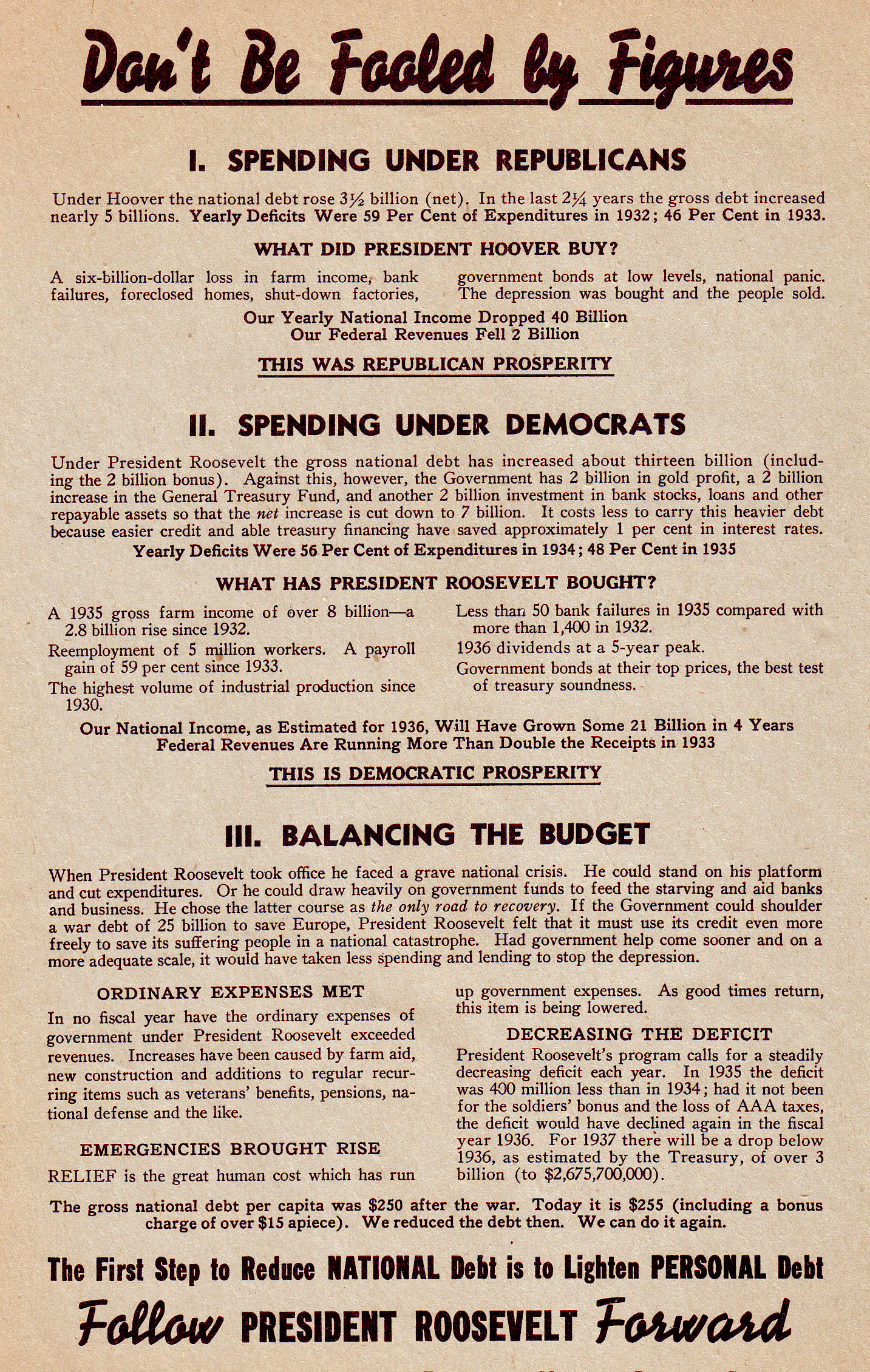
Panfleto de reeleição de Roosevelt em 1936 promovendo sua política econômica.

Roosevelt teve inicialmente um apoio maciço dos sindicatos que cresciam rapidamente; um trabalhador resumiu o sentimento de muitos trabalhadores quando afirmou que "o Sr. Roosevelt é o único homem que já tivemos na Casa Branca que entenderia que meu chefe é um filho da puta".  A partir de meados da década de 1930, o trabalho sofreria uma divisão amarga que enfraqueceu seu poder político. John L. Lewis, chefe do United Mine Workers (UMW), era a favor de usar a organização controladora do UMW, a Federação Americana do Trabalho (AFL), para organizar trabalhadores não qualificados. Depois que a AFL rejeitou sua proposta, Lewis formou o Congresso de Organizações Industriais (CIO) em 1935.  Roosevelt declarou que haveria uma "praga em ambas as casas", mas a desunião dos trabalhadores enfraqueceu o partido nas eleições de 1938 a 1946.  Roosevelt obteve grande maioria dos votos sindicais, mesmo em 1940, quando Lewis assumiu uma posição isolacionista em relação à Europa, conforme exigido pelos elementos sindicais de extrema-esquerda.   As ligações duradouras estabelecidas durante a década de 1930 ajudaram a garantir a rejeição do socialismo e do comunismo por parte do trabalho organizado, e o trabalho tornou-se um componente importante do Partido Democrata. 

### Oposição da direita e da esquerda
Embora tenha formado uma nova e poderosa coalizão política, Roosevelt também alienou vários grupos. Enquanto o Primeiro New Deal de 1933 teve amplo apoio da maioria dos setores, o Segundo New Deal desafiou a comunidade empresarial. Os democratas conservadores, liderados por Al Smith, contra-atacaram com a Liga da Liberdade Americana, atacando Roosevelt ferozmente e equiparando-o a Karl Marx e Vladimir Lenin.  Smith exagerou na sua cartada e a sua retórica turbulenta permitiu que Roosevelt isolasse os seus oponentes e os identificasse com os ricos interesses adquiridos que se opunham ao New Deal, contribuindo para a vitória esmagadora de Roosevelt em 1936.  No início do mandato de Roosevelt, muitos republicanos apoiaram a agenda do New Deal, mas à medida que os progressistas abandonavam o partido ou sofriam derrotas eleitorais, eles se tornaram cada vez mais unificados na oposição a Roosevelt. 
Roosevelt também enfrentou desafios da esquerda. O pequeno Partido Comunista, em geral, apoiou. Incapaz de obter um amplo apoio, concentrou-se em assumir o controlo dos sindicatos e partidos laborais, como o Partido Trabalhista Americano em Nova Iorque. 
Um grupo liderado por Huey Long, Padre Charles Coughlin e Francis Townsend lançou um movimento de terceiro partido para desafiar Roosevelt pela esquerda na eleição de 1936. Eles construíram um partido de curta duração conhecido como Partido da União, mas ele rapidamente desapareceu de vista depois que Long foi assassinado. 
Roosevelt também atraiu a oposição de alguns indivíduos que fizeram parte do Movimento Progressista no início do século XX, já que muitos desses antigos progressistas desconfiavam de grandes programas governamentais como a NRA. 

## Eleições durante a presidência de Roosevelt, primeiro e segundo mandatos

### Eleições de meio de mandato de 1934
Embora as eleições de meio de mandato normalmente façam com que o partido no controle da presidência perca assentos no Congresso, as eleições de 1934 resultaram em grandes ganhos democratas no Senado e pequenos ganhos na Câmara. A coalizão do New Deal foi solidificada mesmo que Roosevelt não estivesse na cédula. A eleição foi a de meio de mandato mais bem-sucedida do século XX para o partido no controle da presidência. Os New Dealers superaram a oposição determinada dos republicanos, de organizações empresariais como a Câmara de Comércio dos EUA e de democratas descontentes como Al Smith, que formou a Liga Americana da Liberdade. A eleição foi fundamental para recentralizar o Partido Democrata nas áreas urbanas do Norte, em oposição à base tradicional do partido no Sul. O futuro presidente Harry S. Truman foi eleito senador pelo Missouri.  As políticas do New Deal de Roosevelt foram reforçadas enquanto os republicanos conservadores sofriam grandes perdas em todo o país e vários democratas venciam nas áreas urbanas do Norte, fora da base tradicional do partido no Sul. Os negros começaram a se mover para a coalizão democrata. como demonstrado por Arthur Wergs Mitchell, cuja vitória num distrito congressional sediado em Chicago fez dele o primeiro democrata afro-americano a servir no Congresso.  Após as eleições, o Partido Democrata controlou mais de dois terços das cadeiras na Câmara e no Senado.

O presidente Roosevelt derrotou o republicano Alf Landon na eleição presidencial de 1936. O presidente Roosevelt foi reeleito em uma das maiores vitórias eleitorais da história americana, conquistando 61% dos votos populares, recebendo 27.747.636 votos contra 16.679.543 votos de Landon. O presidente Roosevelt obteve uma vitória ainda maior noColégio Eleitoral, conquistando 523 votos eleitorais contra 8 de Landon.

### Campanha de reeleição de 1936
Roosevelt temia a possibilidade de Huey Long ou um republicano progressista entrar na disputa para dividir o voto da esquerda. O Segundo New Deal de Roosevelt, juntamente com a morte de Long em setembro de 1935, ajudou a evitar qualquer grande desafio de um terceiro partido ou das primárias democratas.  Roosevelt e Garner foram renomeados por unanimidade na Convenção Nacional Democrata de 1936. A convenção democrata pôs fim à "regra dos dois terços", que exigia que o candidato presidencial democrata obtivesse dois terços dos delegados em vez de uma maioria simples, dando assim ao Sul o poder de veto.  Com muitos conservadores já alienados pelo liberalismo do New Deal, Roosevelt moveu-se para a esquerda e atacou os interesses empresariais. Os republicanos nomearam o governador do Kansas, Alf Landon, um liberal que aceitou grande parte do New Deal, mas se opôs, dizendo que ele era hostil aos negócios e envolvia muito desperdício. Roosevelt e Garner obtiveram 60,8% dos votos e venceram em todos os estados, exceto Maine e Vermont.  A margem de vitória de Roosevelt de 515 votos eleitorais foi a maior margem de vitória desde 1820. Nas eleições parlamentares de 1936, os democratas expandiram as suas maiorias, conquistando mais de três quartos dos assentos na Câmara e no Senado. 

### Eleições de meio de mandato de 1938
Roosevelt sempre pertenceu à ala mais liberal do Partido Democrata e buscou um realinhamento que solidificasse o domínio liberal. Durante a campanha de 1932, ele previu em particular: "Estarei na Casa Branca por oito anos. Quando esses anos acabarem, haverá um partido progressista. Pode não ser democrata, mas será progressista". Quando uma terceira vitória consecutiva dos democratas em 1936 não conseguiu produzir uma legislação importante em 1937, seu recurso foi expurgar seus oponentes conservadores em 1938.  Roosevelt se envolveu nas primárias democratas de 1938, fazendo campanha ativamente para desafiantes que apoiavam mais a reforma do New Deal. Seus alvos denunciaram Roosevelt por tentar assumir o controle do Partido Democrata e ganhar a reeleição, usando o argumento de que eram independentes. Roosevelt falhou, conseguindo derrotar apenas um alvo, um democrata conservador da cidade de Nova York.  
Em nas eleições de novembro de 1938, os republicanos conquistaram treze governos, oito assentos no Senado e dobraram o número de assentos que controlavam na Câmara dos Representantes.   As perdas democráticas concentraram-se entre os aliados pró-New Deal de Roosevelt, como o congressista Maury Maverick do Texas e o governador George Howard Earle III da Pensilvânia. 
Quando o Congresso se reuniu novamente em 1939, os republicanos, liderados pelo senador Robert Taft, formaram uma coligação conservadora com os democratas do Sul, acabando virtualmente com a capacidade de Roosevelt de fazer com que as suas propostas nacionais se tornassem lei.   O discurso do Estado da União de Roosevelt em 1939 foi o primeiro discurso desse tipo em que o presidente não recomendou um novo programa importante.  Sob a liderança do presidente Martin Dies Jr., o Comitê de Atividades Antiamericanas da Câmara realizou audiências sobre a suposta influência comunista no governo e nos sindicatos. O Congresso cortou verbas e aprovou a Lei Hatch de 1939, que foi concebida para impedir que funcionários federais participassem em campanhas políticas.  Apesar da sua oposição às políticas internas de Roosevelt, muitos congressistas conservadores forneceriam apoio crucial à política externa de Roosevelt antes e durante a Segunda Guerra Mundial. 

O presidente Roosevelt derrotou o republicano Wendell Willkie na eleição presidencial de 1940.

### Campanha de reeleição de 1940
A tradição de dois mandatos era uma regra não escrita (até a ratificação da 22ª Emenda após a presidência de Roosevelt) desde que George Washington se recusou a concorrer a um terceiro mandato em 1796. Tanto Ulysses S. Grant quanto Theodore Roosevelt foram atacados por tentarem obter um terceiro mandato não consecutivo. Roosevelt sistematicamente prejudicou os democratas proeminentes que estavam a tentar obter a nomeação, incluindo o vice-presidente John Nance Garner  e dois membros do gabinete, o secretário de Estado Hull e o director-geral dos correios James Farley. Roosevelt mudou a convenção para Chicago, onde teve forte apoio da máquina municipal, que controlava o sistema de som do auditório. Na convenção, a oposição estava mal organizada, mas Farley lotou as galerias. Roosevelt enviou uma mensagem dizendo que não concorreria a menos que fosse convocado e que os delegados eram livres para votar em qualquer um. Os delegados ficaram atônitos; então o alto-falante gritou: "Queremos Roosevelt... O mundo quer Roosevelt!" Os delegados enlouqueceram e ele foi indicado por 946 a 147 no primeiro turno. A tática empregada por Roosevelt não foi totalmente bem-sucedida, pois seu objetivo era ser convocado por aclamação.  A pedido de Roosevelt, a convenção nomeou o Secretário de Agricultura Henry Wallace para vice-presidente. Os líderes do partido Democrata não gostavam de Wallace, um ex-republicano que apoiava fortemente o New Deal, mas não conseguiram impedir a sua nomeação. 
A Segunda Guerra Mundial abalou o campo republicano, possivelmente impedindo a nomeação de líderes isolacionistas no Congresso, como Taft ou Vandenberg. A Convenção Nacional Republicana de 1940 nomeou Wendell Willkie, o primeiro candidato importante do partido desde 1872, que nunca havia ocupado um cargo público. Um conhecido advogado e executivo corporativo, Willkie ganhou destaque público por suas críticas ao New Deal e seus conflitos com a TVA. Ao contrário dos seus rivais isolacionistas pela nomeação republicana, Willkie favoreceu a Grã-Bretanha na guerra e foi apoiado por republicanos internacionalistas como Henry Luce.  As visões internacionalistas de Willkie inicialmente impediram que a questão da política externa dominasse a campanha, ajudando a permitir o Acordo de Destruidores por Bases e o estabelecimento de um recrutamento para tempos de paz. 
À medida que a campanha chegava ao fim, Willkie e outros republicanos intensificaram seus ataques à política externa de Roosevelt. Willkie alertou que a reeleição de Roosevelt levaria ao envio de tropas americanas para o exterior. Em resposta, Roosevelt declarou que "Seus rapazes não serão enviados para nenhuma guerra estrangeira".  Roosevelt venceu a eleição de 1940 com 55% do voto popular e quase 85% do voto eleitoral (449 a 82).  Willkie venceu dez estados: estados fortemente republicanos de Vermont e Maine, e oito estados isolacionistas no Centro-Oeste.  Os democratas mantiveram as suas maiorias no Congresso, mas a coligação conservadora controlou em grande parte a legislação nacional e permaneceu "desconfiada das extensões presidenciais do poder executivo através de programas sociais". 
Após a sua vitória sobre Willkie, Roosevelt embarcou numa campanha pública para obter apoio do Congresso para ajuda aos britânicos.  Em dezembro de 1940, Roosevelt recebeu uma carta de Churchill solicitando que os EUA revogassem a disposição sobre porte de arma da Lei de Neutralidade. Com as forças britânicas comprometidas com a defesa contra a Alemanha, Churchill pediu aos Estados Unidos que fornecessem empréstimos e transporte para produtos americanos.  Em resposta, Roosevelt fez um discurso no qual apelou aos Estados Unidos para servirem como o “Arsenal da Democracia”, fornecendo ajuda aos que resistiam à Alemanha e a outros agressores.  Ele afirmou: "se a Grã-Bretanha cair, as Potências do Eixo controlarão os continentes da Europa, Ásia, África, Australásia e o alto mar - e estarão em posição de trazer enormes recursos militares e navais contra este hemisfério."  Em seu discurso das Quatro Liberdades de janeiro de 1941, Roosevelt expôs o caso para uma defesa americana dos direitos básicos em todo o mundo.  No mesmo discurso, Roosevelt pediu ao Congresso que aprovasse um programa de Lend-Lease destinado a fornecer ajuda militar à Grã-Bretanha.  O terceiro mandato de Roosevelt começou em 20 de janeiro de 1941 e veria a continuação de muitas de suas políticas.

#### Obras citadas
- Alter, Jonathan (2006). The Defining Moment: FDR's Hundred Days and the Triumph of Hope (popular history). [S.l.: s.n.] ISBN 978-0-7432-4600-2 Verifique o valor de |url-access=registration (ajuda)
- Black, Conrad (2005) [2003]. Franklin Delano Roosevelt: Champion of Freedom. [S.l.: s.n.] ISBN 9781586482824  1276pp interpretive detailed biography; online
- Brands, HW (2009). Traitor to His Class: The Privileged Life and Radical Presidency of Franklin Delano Roosevelt. [S.l.: s.n.] ISBN 9780385519588 Verifique o valor de |url-access=registration (ajuda)
- Burns, James MacGregor (1956). Roosevelt: The Lion and the Fox. [S.l.: s.n.] scholarly biography to 1940; online.
- Burns, James MacGregor (1970). Roosevelt: The Soldier of Freedom. San Diego: Harcourt Brace Jovanovich. ISBN 978-0-15-178871-2 Verifique o valor de |url-access=registration (ajuda)
- Churchill, Winston (1977). The Grand Alliance. [S.l.]: Houghton Mifflin Harcourt. ISBN 0-395-41057-6
- Clouatre, Douglas (2012). Presidents and their Justices. Lanham, MD: University Press of America
- Dallek, Robert (2017). Franklin D. Roosevelt: A Political Life. [S.l.]: Viking. ISBN 9780698181724
- Dallek, Robert (1995). Franklin D. Roosevelt and American Foreign Policy, 1932–1945. [S.l.]: Oxford University a standard scholarly history; online
- Hawley, Ellis (1995). The New Deal and the Problem of Monopoly. [S.l.]: Fordham University Press. ISBN 0-8232-1609-8
- Herman, Arthur. (2012) Freedom's Forge: How American Business produced victory in World War II (2012) ISBN 978-1-4000-6964-4
- Kennedy, David M. (1999). Freedom from Fear: The American People in Depression and War, 1929-1945. [S.l.]: Oxford University Press. ISBN 978-0195038347
- Larrabee, Eric (1987). Commander in Chief: Franklin Delano Roosevelt, His Lieutenants, and Their War. [S.l.: s.n.] ISBN 978-0-06-039050-1 Verifique o valor de |url-access=registration (ajuda) Detailed history of how FDR handled the war.
- Leuchtenburg, William E. (1963). Franklin D. Roosevelt and the New Deal, 1932–1940. [S.l.]: Harpers. ISBN 9780061330254 Verifique o valor de |url-access=registration (ajuda), widely cited survey; online
- Leuchtenburg, William (2015). The American President: From Teddy Roosevelt to Bill Clinton. [S.l.]: Oxford University Press
- McJimsey, George (2000). The Presidency of Franklin Delano Roosevelt. [S.l.]: University Press of Kansas. ISBN 978-0-7006-1012-9; online
- Sainsbury, Keith (1994). Churchill and Roosevelt at War: The War They Fought and the Peace They Hoped to Make. [S.l.]: New York University Press. ISBN 0-8147-7991-3
- Smith, Jean Edward (2007). FDR. New York: Random House. ISBN 9781400061211 Verifique o valor de |url-access=registration (ajuda) 858pp

#### Biografias
- Freidel, Frank. (1956) Franklin D. Roosevelt The Triumph (Little, Brown, 1956) vol 3 of 4-vol detailed scholarly biography covers 1929–32 online
- Freidel, Frank. (1956) Franklin D. Roosevelt: Launching the New Deal (1973) vol 4 of 4-vol detailed scholarly biography covers Nov. 1932 to July 1933. online review; online
- Freidel, Frank. (1991)  Franklin D. Roosevelt: A Rendezvous with Destiny, complete biography to 1945. 710pp excerpt; also online
- Hamby, Alonzo. For the survival of democracy: Franklin Roosevelt and the world crisis of the 1930s (2004) online
- Leebaert,  Derek. Unlikely Heroes: Franklin Roosevelt, His Four Lieutenants, and the World They Made  (2023); on Perkins, Ickes, Wallace and Hopkins.
- Pederson, William D (2011), A Companion to Franklin D. Roosevelt, Companions to American History, Blackwell; 35 essays by scholars emphasizing historiography. excerpt at Google
- Sherwood, Robert E (1949), Roosevelt and Hopkins: an Intimate History, ISBN 9780060138455, Harper, hdl:2027/heb.00749, Pulitzer Prize; published in England as The White House Papers Of Harry L. Hopkins Vol. I (1948);  online
- Spencer, Thomas T. "For the Good of the Party: John Nance Garner, FDR, and New Deal Politics, 1933–1940." Southwestern Historical Quarterly 121.3 (2018): 254–282.

#### Estudos nacionais acadêmicos
- Badger, Anthony. The New Deal: The Depression Years, 1933–1940 (2002).
- Biles, Roger. A New Deal for the American People (Northern Illinois UP, 1991).
- Brinkley, Douglas G. Rightful Heritage: Franklin D. Roosevelt and the Land of America (2016) excerpt; On FDR's environmental and conservation beliefs & policies.
- Caughey, Devin, Michael C. Dougal, and Eric Schickler. "Policy and Performance in the New Deal Realignment: Evidence from old data and new methods." Journal of Politics 82.2 (2020): 494–508.
- Clarke, Jeanne Nienaber. Roosevelt's Warrior: Harold L. Ickes and the New Deal (1996)
- Connor, William James. "Steinbeck's Phalanx Theory: Reflections on His Great Depression Novels and FDR's New Deal." The Steinbeck Review 17.2 (2020): 214–229. online
- Dunn, Susan. A Blueprint for War: FDR and the Hundred Days That Mobilized America (Yale UP, 2018).
- Gosnell, Harold. Champion Campaigner Franklin D Roosevelt (1952) online
- Hamby, Alonzo L. ed. The New Deal, Analysis & Interpretation (Longman Publishing Group, 1981). short excerpts from 14 scholars; online in TIF format
- Hiltzik, Michael. The New Deal: A Modern History (2011), popular history emphasizing personalities; online
- Holzer, Harold. The Presidents Vs. the Press: The Endless Battle Between the White House and the Media--from the Founding Fathers to Fake News (Dutton, 2020) pp. 145–166.  online
- Howard, Donald S. WPA and federal relief policy (1943), 880pp; highly detailed report by the independent Russell Sage Foundation.
- Katznelson, Ira. Fear Itself: The New Deal and the Origins of Our Time (W.W. Norton, 2013) summary
- Leuchtenburg, William E (2005), «Showdown on the Court», Smithsonian, ISSN 0037-7333 (fulltext), 36 (2): 106–13; 1937 Supreme Court fight
- Meriam; Lewis. Relief and Social Security The Brookings Institution. 1946. Highly detailed analysis and statistical summary of all New Deal relief programs; 900 pages online
- Mitchell, Broadus. Depression Decade: From New Era Through New Deal, 1929-41 (1947) online
- Morris, Charles R. A Rabble of Dead Money: The Great Crash and the Global Depression: 1929–1939 (PublicAffairs, 2017), 389 pp. online review
- Norpoth, Helmut. Unsurpassed: The Popular Appeal of Franklin Roosevelt (Oxford UP, 2018).
- Pederson, William D (2011), A Companion to Franklin D. Roosevelt, ISBN 9781444330168, Wiley-Blackwell, 768 pages; essays by scholars covering major historiographical themes.
- Phillips-Fein, Kim. Invisible Hands: The Businessmen’s Crusade Against the New Deal (2009) excerpt; same book also published as Invisible hands: the making of the conservative movement from the New Deal to Reagan
- Purcell, Aaron D. ed The New Deal and the Great Depression (Kent State UP, 2014) 234pp online review
- Riesch Owen, Anna L. Conservation Under FDR (Praeger, 1983) online
- Riccards, Michael P., and Cheryl A. Flagg eds. Party Politics in the Age of Roosevelt: The Making of Modern America (2022) excerpt
- Schlesinger, Arthur M. Jr (1957–1960), The Age of Roosevelt, the 3-volume classic narrative history. Strongly supports FDR.
  - Arthur M. Schlesinger Jr. The Age of Roosevelt vol 1: The Crisis Of The Old Order (1919–1933) (1956) online to March 1933
  - Arthur M. Schlesinger Jr. The Age Of Roosevelt vol 2: The Coming of the New Deal (1958) online covers 1933–34
  - Arthur M. Schlesinger Jr. The Age of Roosevelt vol 3: The Age of Upheaval (1960); online
- Sitkoff, Harvard (1978). A New Deal for Blacks. [S.l.: s.n.] ISBN 978-0-19-502418-0
- Taylor, Nick. American-Made: The Enduring Legacy of the WPA: When FDR Put the Nation to Work (2008)  comprehensive history; 640pp excerpt

#### Política externa
- Andrew, Christopher. For the President’s Eyes Only: Secret Intelligence and the American Presidency from Washington to Bush (1995), pp. 75–148.
- Benjamin, Jules R. "The New Deal, Cuba, and the Rise of a Global Foreign Economic Policy." Business History Review (1977): 57–78. online
- Beschloss, Michael. Kennedy and Roosevelt: The Uneasy Alliance (1980)
- Dallek, Robert. Franklin D. Roosevelt and American foreign policy, 1932-1945 (2nd ed. Oxford UP, 1995), a standard scholarly survey. online
- Herring, George C. (2008). From Colony to Superpower; U.S. Foreign Relations Since 1776. [S.l.]: Oxford University Press. ISBN 978-0-19-507822-0
- Gellman, Irwin. Good Neighbor Diplomacy: United States Policies in Latin America, 1933-1945 (JHU Press, 2019).
- Marks, Frederick W.  Wind over sand: the diplomacy of Franklin Roosevelt (1988) online
- Patel, Kiran Klaus. "Insulation: The Presidency Of Franklin D. Roosevelt During The Years 1933–1941." in A Companion to US Foreign Relations: Colonial Era to the Present (2020): 382–399.
- Patel, Kiran Klaus. The New Deal: a global history (Princeton UP, 2017).
- Perras, Galen Roger. Franklin Roosevelt and the Origins of the Canadian-American Security Alliance, 1933-1945 (Praeger, 1998.)
- Tierney, Dominic. FDR and the Spanish Civil War: Neutrality and Commitment in the Struggle That Divided America (Duke University Press, 2007).
- Tierney, Dominic. "Franklin D. Roosevelt and Covert Aid to the Loyalists in the Spanish Civil War, 1936–39." Journal of Contemporary History 39.3 (2004): 299–313. online
- Welles, Benjamin, and Sumner Welles. Sumner Welles: FDR's Global Strategist A Biography (Macmillan, 1997).
- Woods, Tim. "Capitalist class relations, the state, and New Deal foreign trade policy." Critical Sociology 29.3 (2003): 393–418.

#### Críticas
- Doenecke, Justus D; Stoler, Mark A (2005), Debating Franklin D. Roosevelt's Foreign Policies, 1933–1945, ISBN 978-0847694150, Lanham: Rowman & Littlefield. 248 pp.
- Flynn, John T (1948), The Roosevelt Myth, former FDR supporter condemns all aspects of FDR.
- Smiley, Gene (1993), Rethinking the Great Depression (short essay) by libertarian economist who blames both Hoover and FDR.